# 보잉 777
보잉 777(영어: Boeing 777)은 보잉이 개발한 쌍발 대형 광동체 장거리용 제트 여객기이다. 현존하는 쌍발기(twin-engine jet)중 가장 크며 트리플 세븐(영어: Triple Seven)이라는 별칭도 가지고 있다. 1995년 유나이티드 항공이 최초로 777-200을 인도받은 것을 시작으로 현재까지도 생산되고 있는 기종이다.

## 역사
최대 520석까지 갖춘 쌍발 기종 중 가장 규모가 큰 비행기로, 기존의 보잉 747 기종과 보잉 767의 중간 크기인 좌석 300석에서 400석까지 규모의 여객기에 대한 수요를 충족시키기 위하여 개발되었다.
원래 수요가 많은 대서양 항로에 취항 중인 보잉 767의 확장형을 보잉에서 계획하였다. 그러나 보잉 767의 좁은 동체를 그대로 활용하여 대형 기체를 만드는 데에 어려움에 부딪힌 보잉은 30년이 지난 구식 모델인 보잉 747 기종과 보잉 767 확장형을 개량하는 대신, 신형 광동체기를 개발하기로 결정하였다. 그리하여 다른 항공기 제작에서 한 번도 시도된 적이 없는 최첨단 컴퓨터 디자인 방식과 이른바 페이퍼리스 디자인(영어: paperless design)을 채택하여 1990년부터 설계를 시작하였다.
설계에서는 특히 시장 수요와 고객의 욕구를 최대로 충족시킬 수 있는 항공기를 디자인하는 데 가장 큰 비중을 두었다. 그 결과 객실의 공간이 넓어졌고 객실의 구조도 필요에 따라 융통성 있게 변화시킬 수 있게 되었으며, 운항 비용도 크게 절감되었다. 보잉 777은 1995년 5월에 최초로 도입되었으며 3개 등급의 승객을 305명에서 320명까지 태우고 5,850 마일을 비행할 수 있었다. 1997년 2월 기체를 더욱 연장하여 탑재중량과 좌석수를 늘린 개량형인 777-200ER(Extended Range)이 개발되었다. 이 개량형은 같은 수의 승객을 싣고 8,860 마일을 비행할 수 있다. 보잉 777의 경우 과거 다른 여객기에 옵션으로 채택되던 각종 첨단 시스템을 비롯해 위성통신, 자기위치 확인 시스템 등 항공기에 있어서 가장 기본이 되는 80여 가지의 시스템이 대부분 기본사양으로 채택되었다.
또한 중요 비행 정보, 항로, 엔진 정보가 보잉 747과 같이 6개의 대형 스크린에 표시되는데, 보잉 777의 경우 그 스크린으로 기존의 CRT 스크린의 반 정도 두께의 새로운 평면 액정판 LCD를 채택하였다. LCD는 공간을 절약해줄 뿐 아니라 동력 소비가 적으며 발생하는 열도 적어서 예전 계기판에 필요했던 무겁고 복잡한 냉각 시스템을 필요로 하지 않는다. 이러한 LCD 계기판은 조종 안전성을 높여줄 뿐 아니라 수명도 길다. 이러한 평면 디스플레이는 어떤 각도에서도 직사광선 아래에서 조종사의 눈에 선명하게 보인다.

## 모델

### 보잉 777-100
계획 당초 777-200 보다 길이가 짧은 모델로, 아메리칸 항공의 제안을 받아 계획되고 있었지만 보잉 767-400ER로 대체되면서 취소되었다.

### 보잉 777-200
1994년 취역한 보잉 777 시리즈의 최초 모델. 보잉 777 시리즈의 기본형으로, 미 본토 국내선을 운항하기 적합하게 제작되었으며 9,700km를 순항, 대서양 횡단노선에도 운용할 수 있도록 제작되었다. 1995년 5월 15일, 유나이티드 항공에 최초로 인도했다. 위 기종은 에어버스 A330-300기에 대항하는 기종이며, 777-300ER이나 777-200LR과 달리 엔진 제조 업체를 선택할 수 있다. 엔진은 롤스로이스 트렌트 700, 프랫 & 휘트니 PW4000, 제너럴 일렉트릭 GE90 중 하나를 선택할 수 있었다.

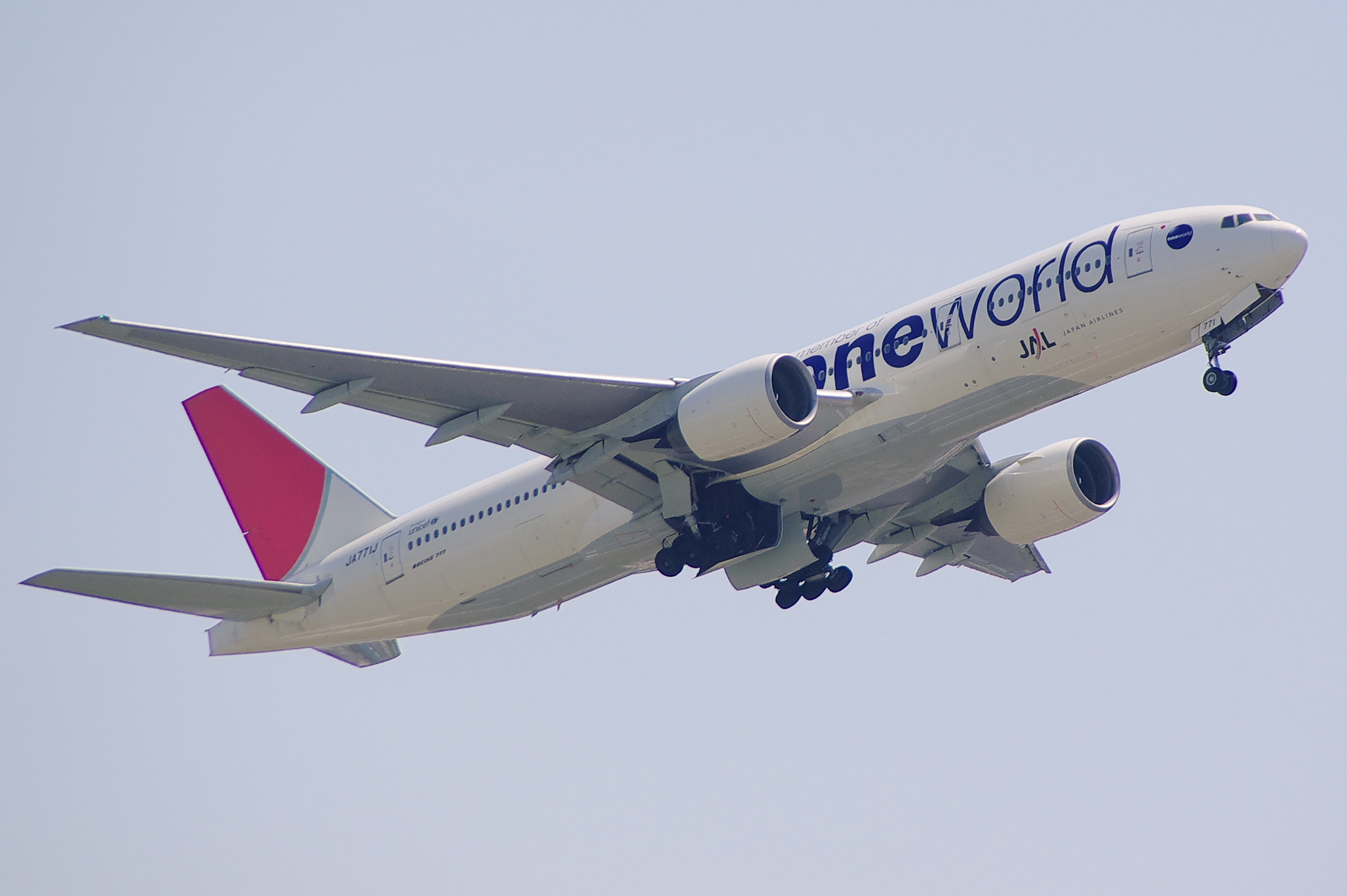
일본항공의 보잉 777-200
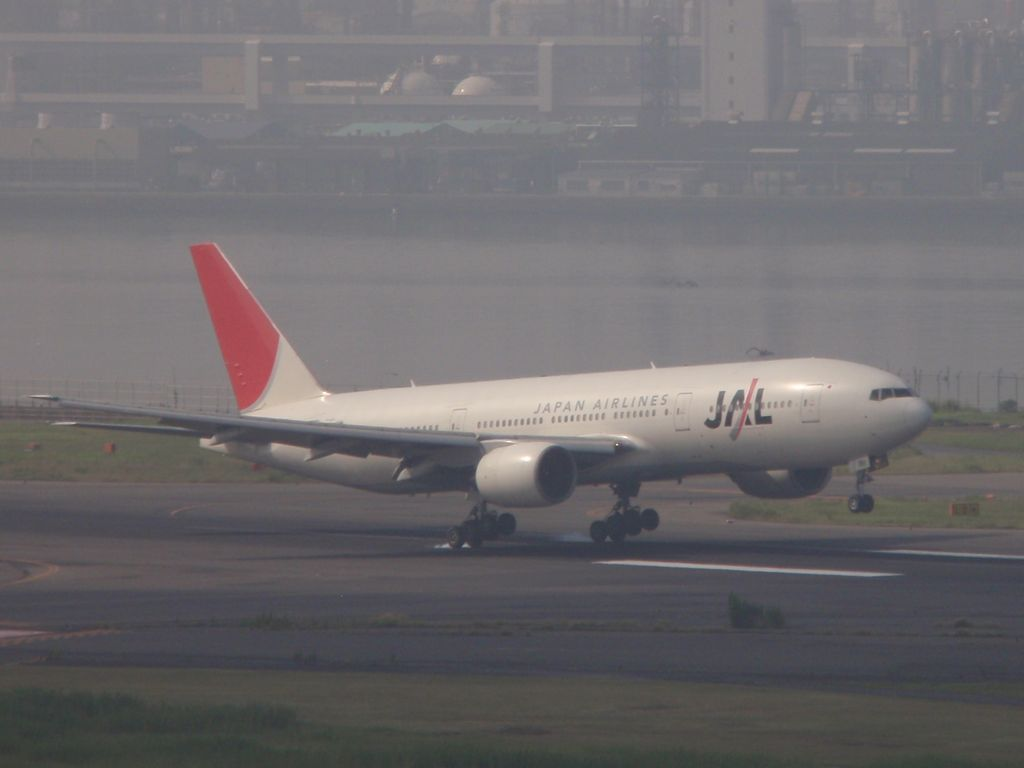
일본항공의 보잉 777-200
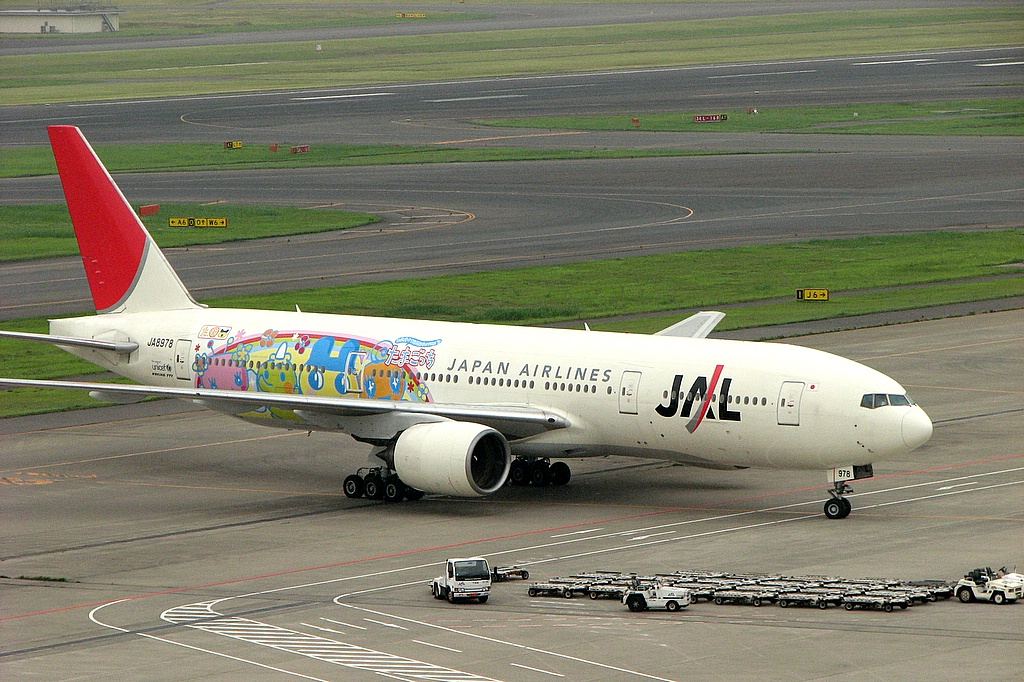
일본항공의 보잉 777-200
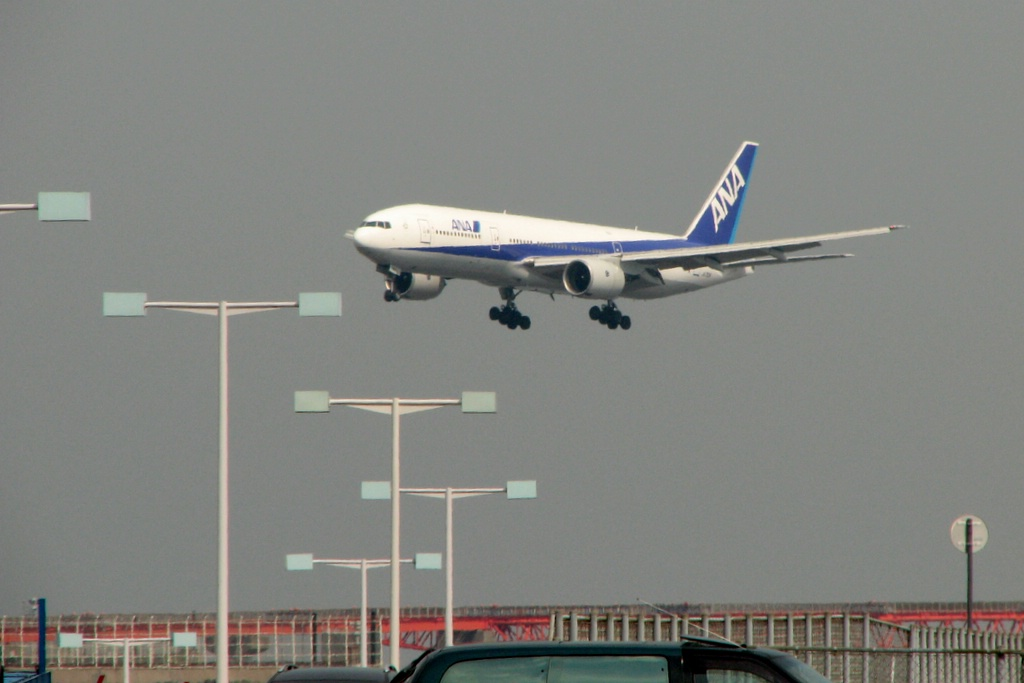
전일본공수(ANA)의 보잉 777-200
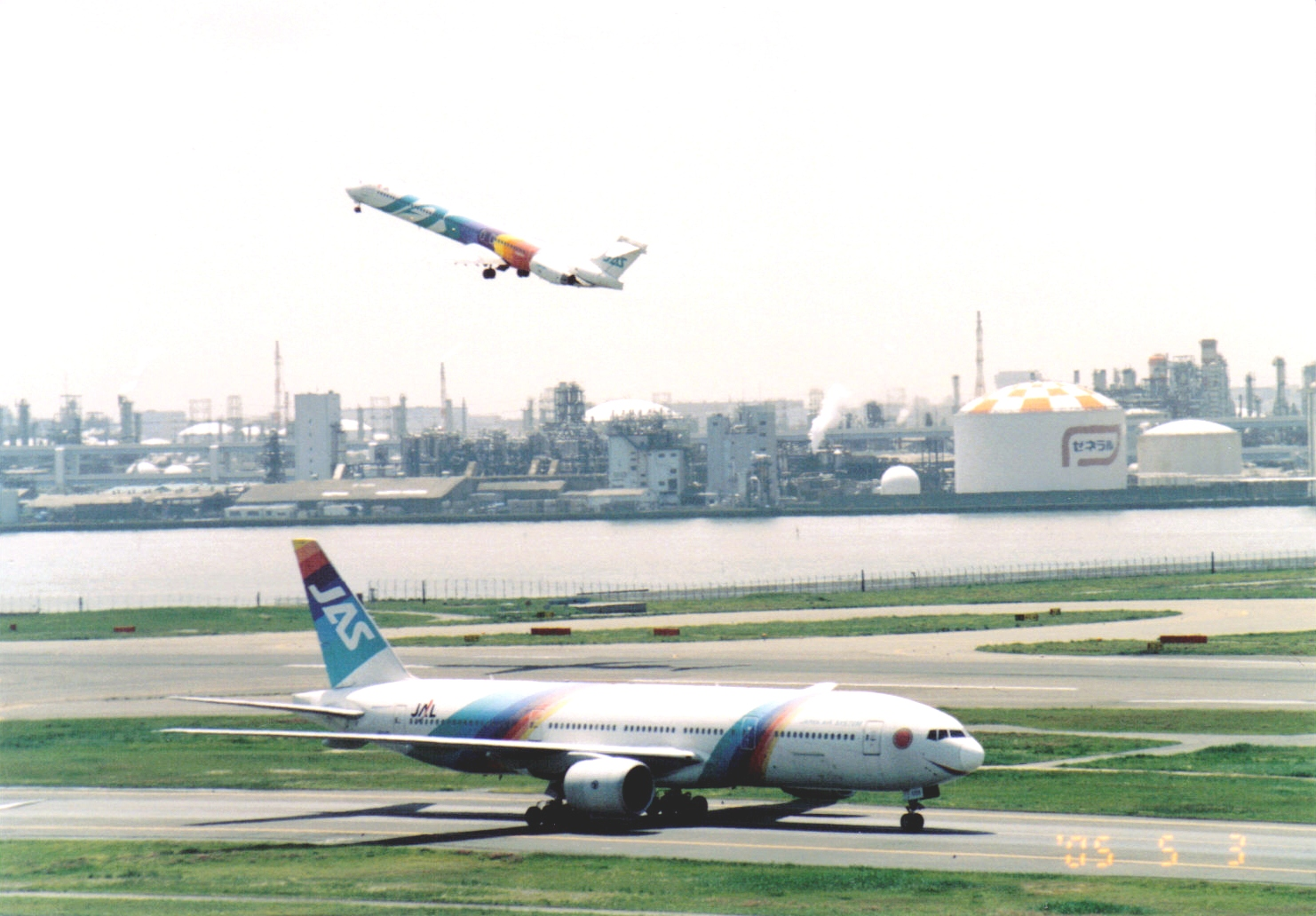
재팬 에어 시스템의 보잉 777-200 (퇴역)
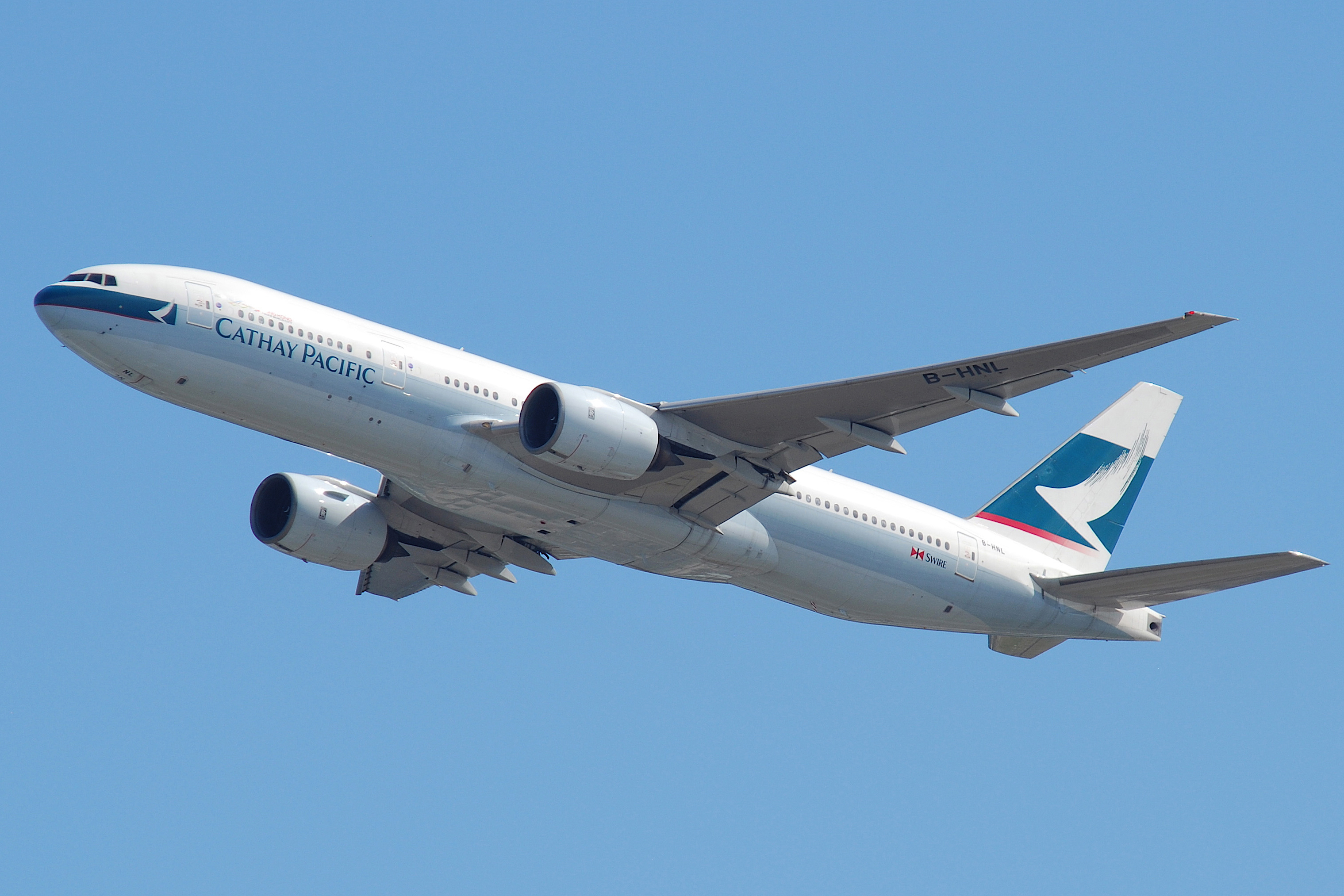
캐세이퍼시픽 항공의 보잉 777-200 (퇴역)

### 보잉 777-200ER
777-200의 연료탱크를 증설하여 항속거리를 증가한 파생형이다. 개발 당초 -200IGW (영어: IGW : Increased Gross Weight)이라고 했으나 이미 767에서 사용되었던 "ER" (영어: ER : Extended Range)로 변경되면서 보잉 777에도 사용하고 있다. 최대 항속 거리는 14,316km로 1996년 10월 7일 최초로 비행을 시작해 경쟁사인 에어버스의 에어버스 A340-200에 대항하고 기존의 구형 보잉 767를 대체하기 위해 장거리 노선에 투입하고 있다. 이 기종은 1997년 2월 6일 영국항공에 최초로 인도되었으며, 아시아나항공이 샌프란시스코에서 착륙하다가 사고가 난 기종(HL7742)은 2006년식이다.
200ER을 마지막으로 인도받은 항공사는 아시아나항공이다. 대한항공은 2025년에 200ER을 모두 퇴역시켰다. 200ER 기체의 노후화로 인해 200ER을 B787-9 등으로 교체하는 항공사가 많은 편이다.

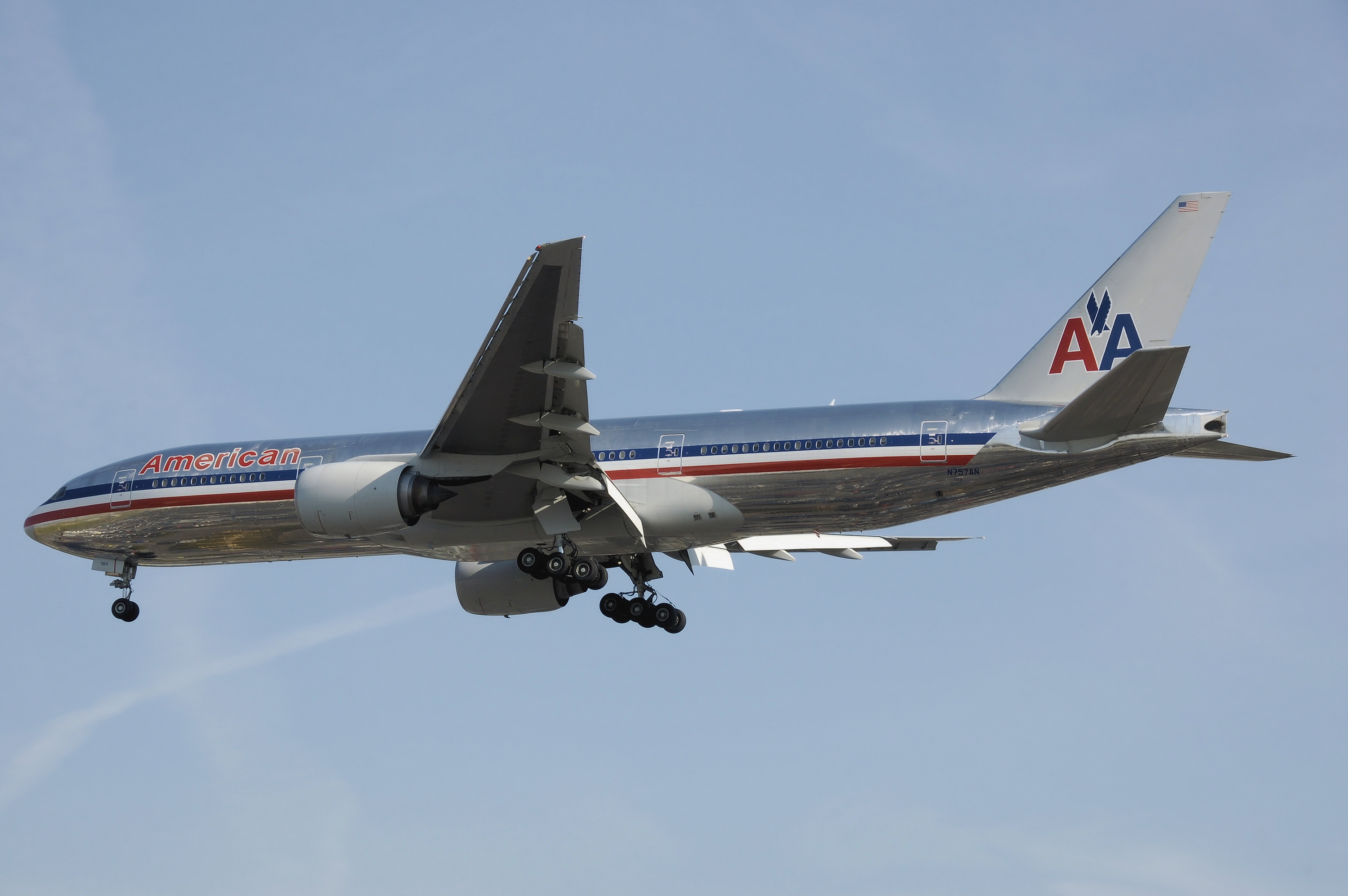
아메리칸 항공의 보잉 777-200ER
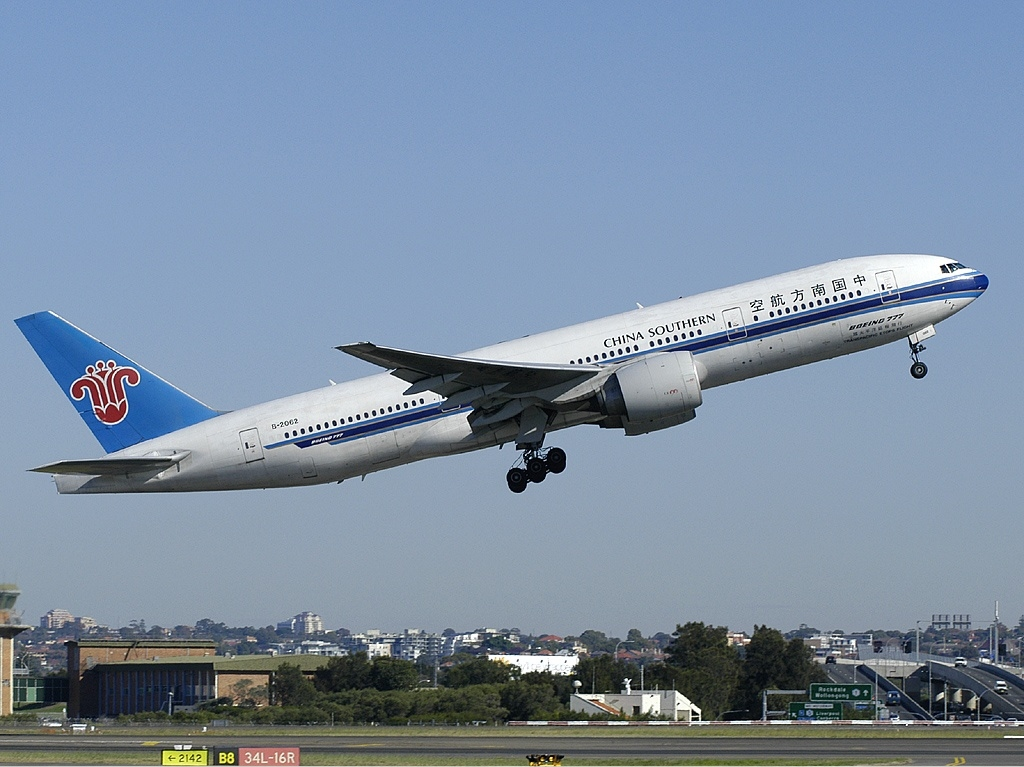
중국남방항공의 보잉 777-200ER
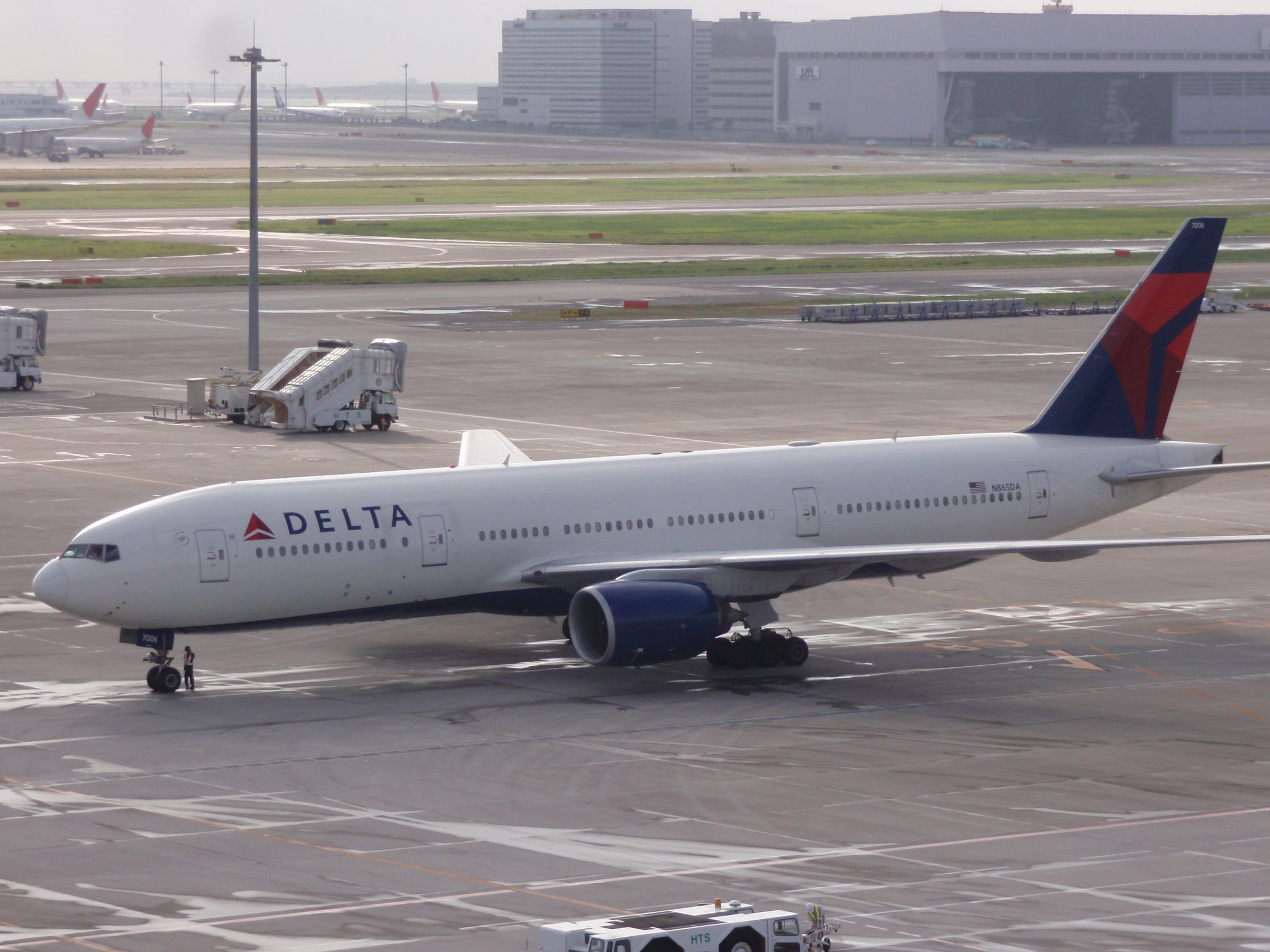
델타 항공의 보잉 777-200ER (퇴역)
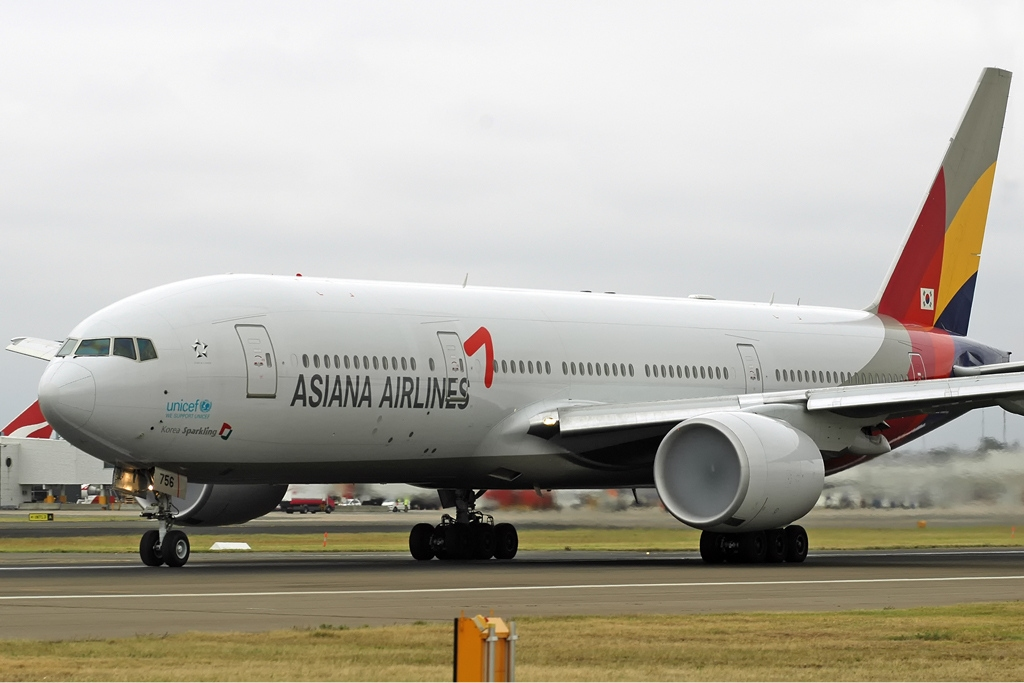
아시아나항공의 보잉 777-200ER

### 보잉 777-200LR
777-200ER의 후방 화물칸 세션에 연료탱크를 추가하여 항속거리를 연장한 파생형이다.(영어: LR : Longer Range) 세계 최장의 항속 거리를 두고 전 세계 대부분의 공항 사이를 맺을 수 있는 능력에서 보잉이 파생 형식을 월드 라이너(영어: Worldliner)라는 이름을 붙이고 있다. 최대 항속 거리는 17,446km로 2005년 11월 10일, 홍콩 ~ 런던 21,600km 구간을 중간 기착지 없이 비행하면서 에어버스 A340-500을 추월하여 민간 항공기의 최대 항속 거리 세계 기록을 경신했다. 이 기종은 2006년 2월 26일 파키스탄 국제항공에 최초로 인도되었으며, 이후 이라크 항공, 에어 오스트랄, 투르크메니스탄 항공, 에어 인디아, 에어 캐나다가 운영하고 있다. 하지만 긴 항속거리에도 불구하고 찾는 항공사가 적은 편이다. 마지막으로 인도받은 항공사는 투르크메니스탄 항공이며, 투르크메니스탄 항공에 인도된 주문분을 마지막으로 2021년에 완전히 단종됐다.
대한민국 국적사에는 200LR 여객형이 없으며, 200LR 기반의 화물기인 777F를 대한항공이 운용하고 있다. 날개 끝은 777-300ER과 마찬가지로 레이키드 윙 팁이 장착되어 날개 폭이 동일하다.
다른 파생형들과 달리, 300ER과 더불어 제너럴 일렉트릭(분사 후에는 GE 에어로스페이스)의 제너럴 일렉트릭 GE90 엔진만 적용된다.

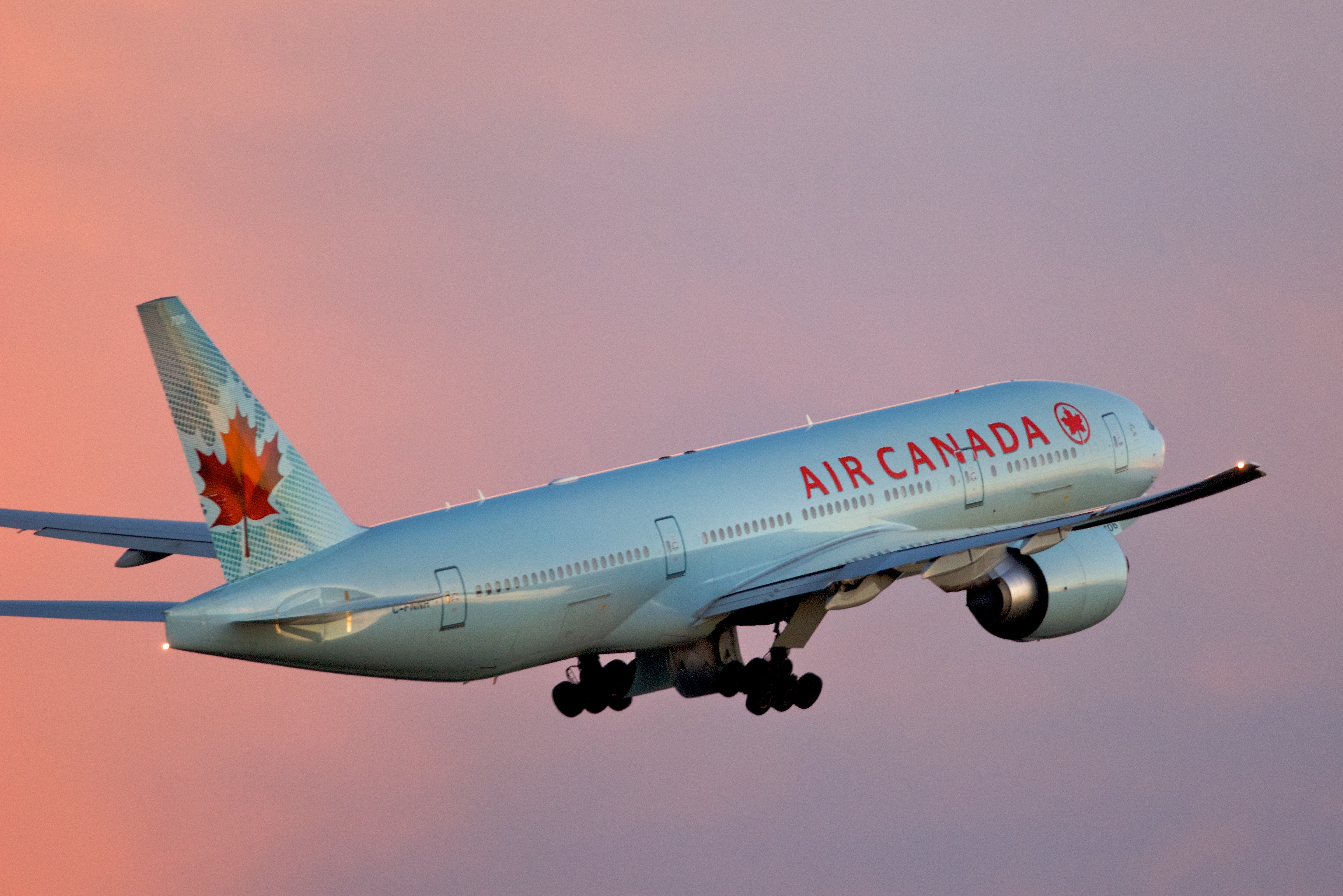
에어캐나다의 보잉 777-200LR
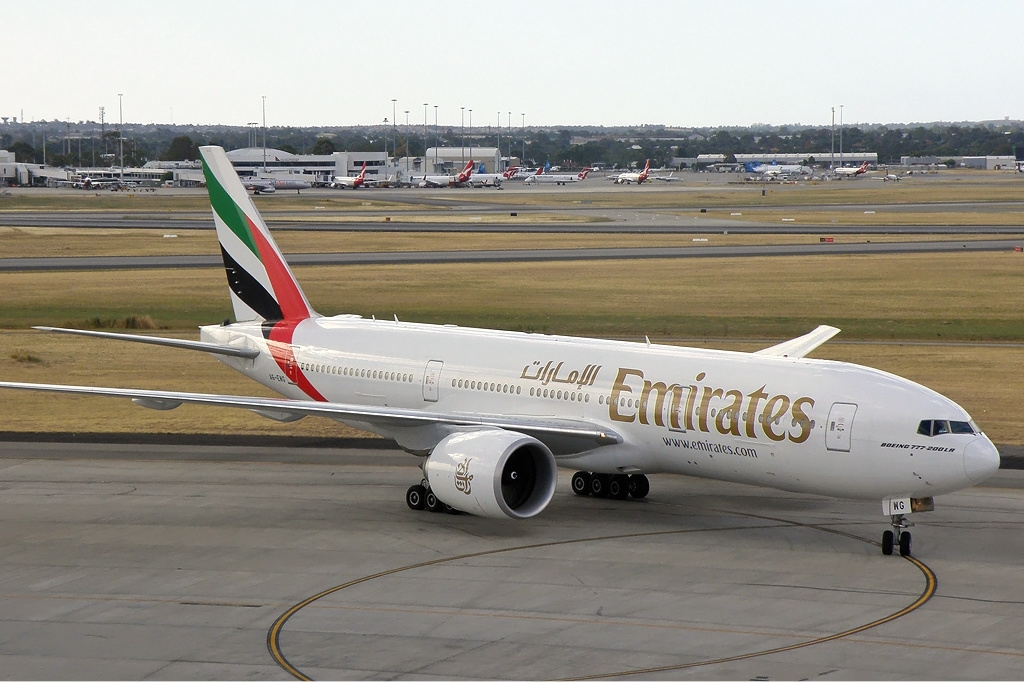
에미레이트 항공의 보잉 777-200LR
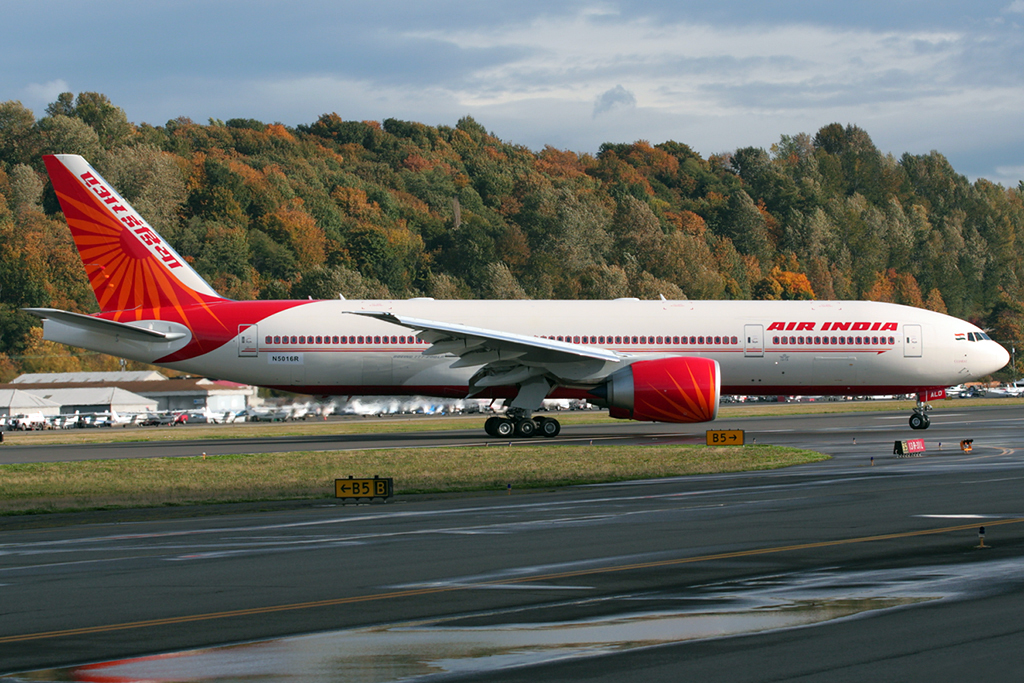
에어 인디아의 보잉 777-200LR
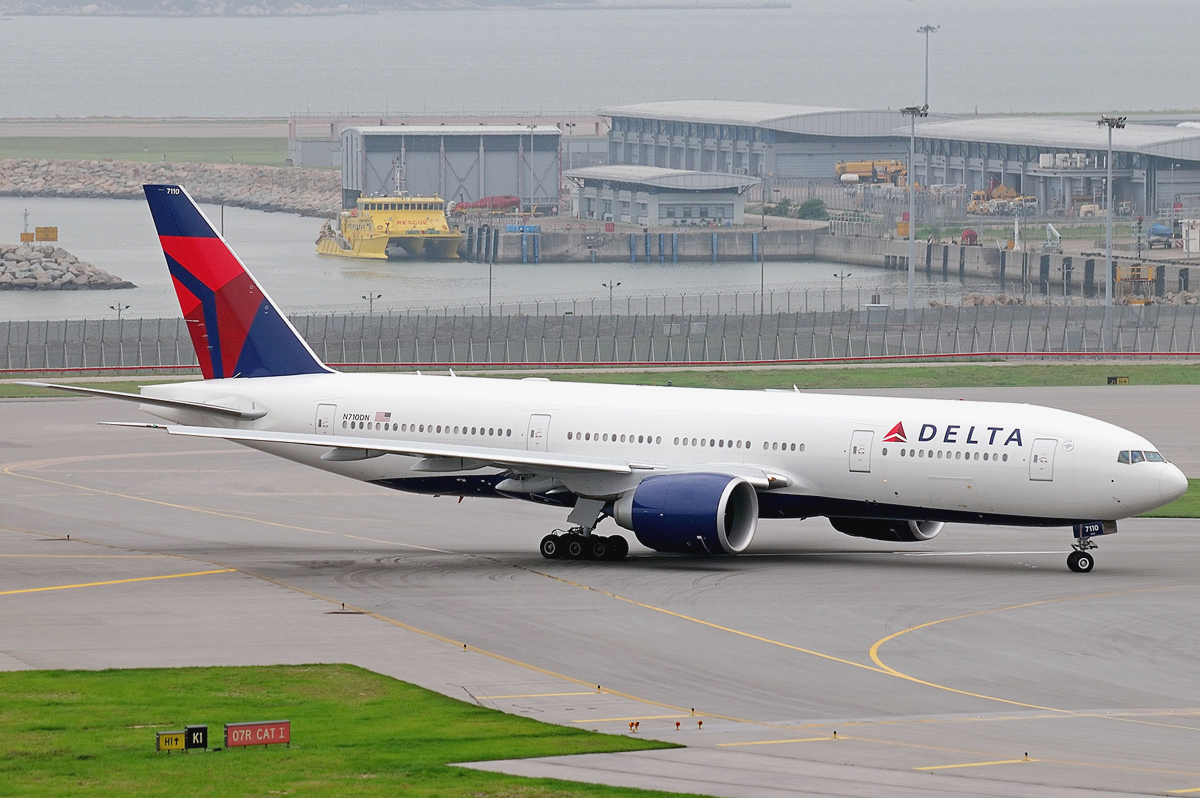
델타 항공의 보잉 777-200LR (퇴역)
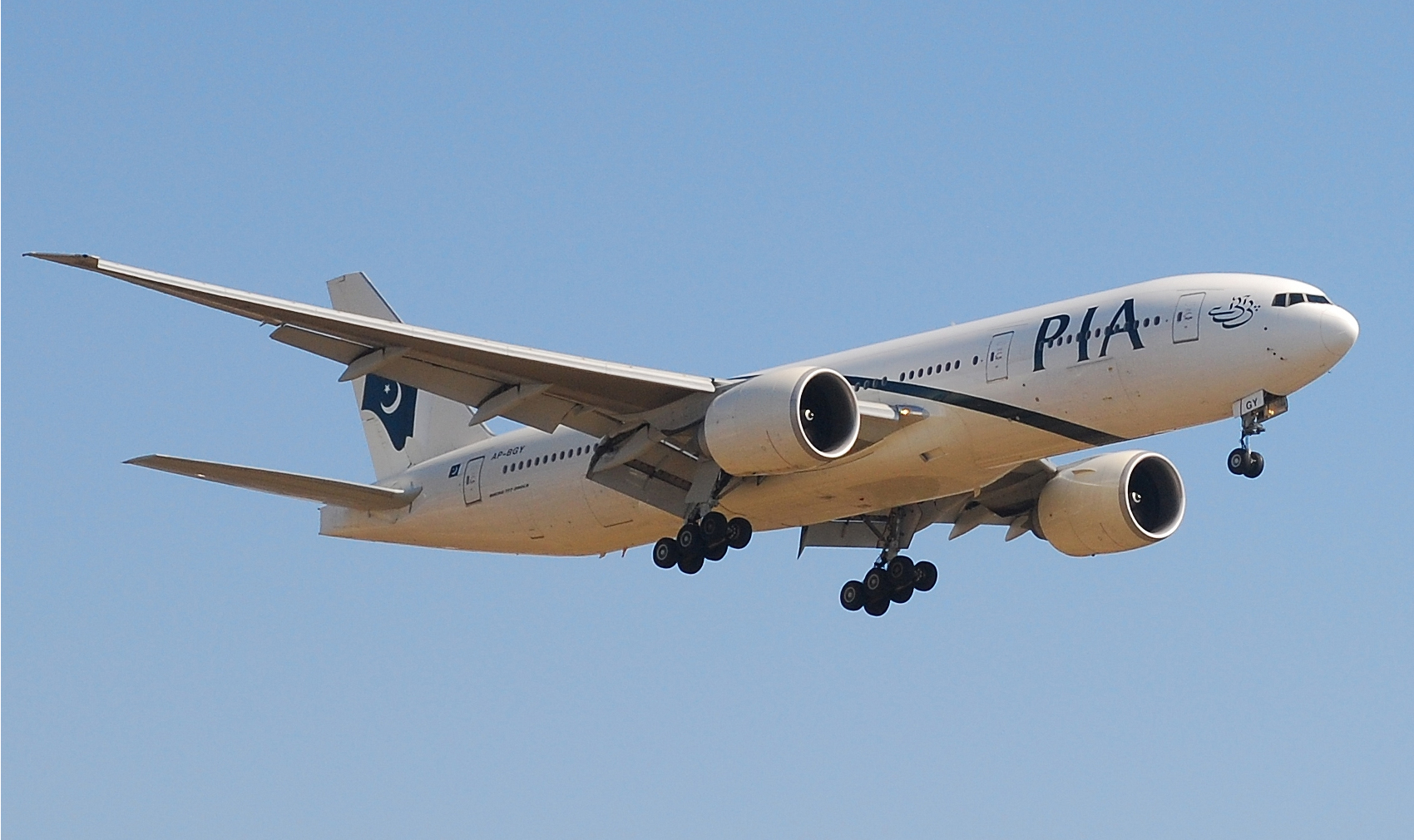
파키스탄 국제항공의 보잉 777-200LR

### 보잉 777-300
777-300은 동체를 연장한 A 수요를 위한 장비로 보잉 747-100, 보잉 747-200 여객기들을 대체하기 위한 기종으로 동체 후방 하부에 테일 스키드를 장비하고 GMCS(그라운드 매뉴버 카메라 시스템)란 새로운 기능이 탑재되어 착륙장치가 유도로 밖으로 나오지 않도록 조종석에서 모니터링을 할 수 있다. 이 기종은 기존의 보잉 747 Classic과 동일하게 최대 좌석수를 550석으로 설치할 수 있어 국내선 같은 단거리 대규모 수송에 적합하도록 설계되었다. 최대 항속 거리는 11,140km로 1998년부터 2006년까지 생산되고 있다. 이 기종은 주로 고수요 중·단거리 노선에 가장 적합한 기종이기도 하다. 이 기종은 1998년 5월 21일, 캐세이퍼시픽 항공에 최초로 인도되었으며 에어버스의 에어버스 A340-600에 대항기종이기도 하다. 그러나 에어버스 A350의 등장으로 현재는 퇴역 중이거나 일본의 경우는 국제선 항공기로 개조중에 있다. 대한민국에서는 대한항공만 Non-ER B777-300형을 운용하고 있다.

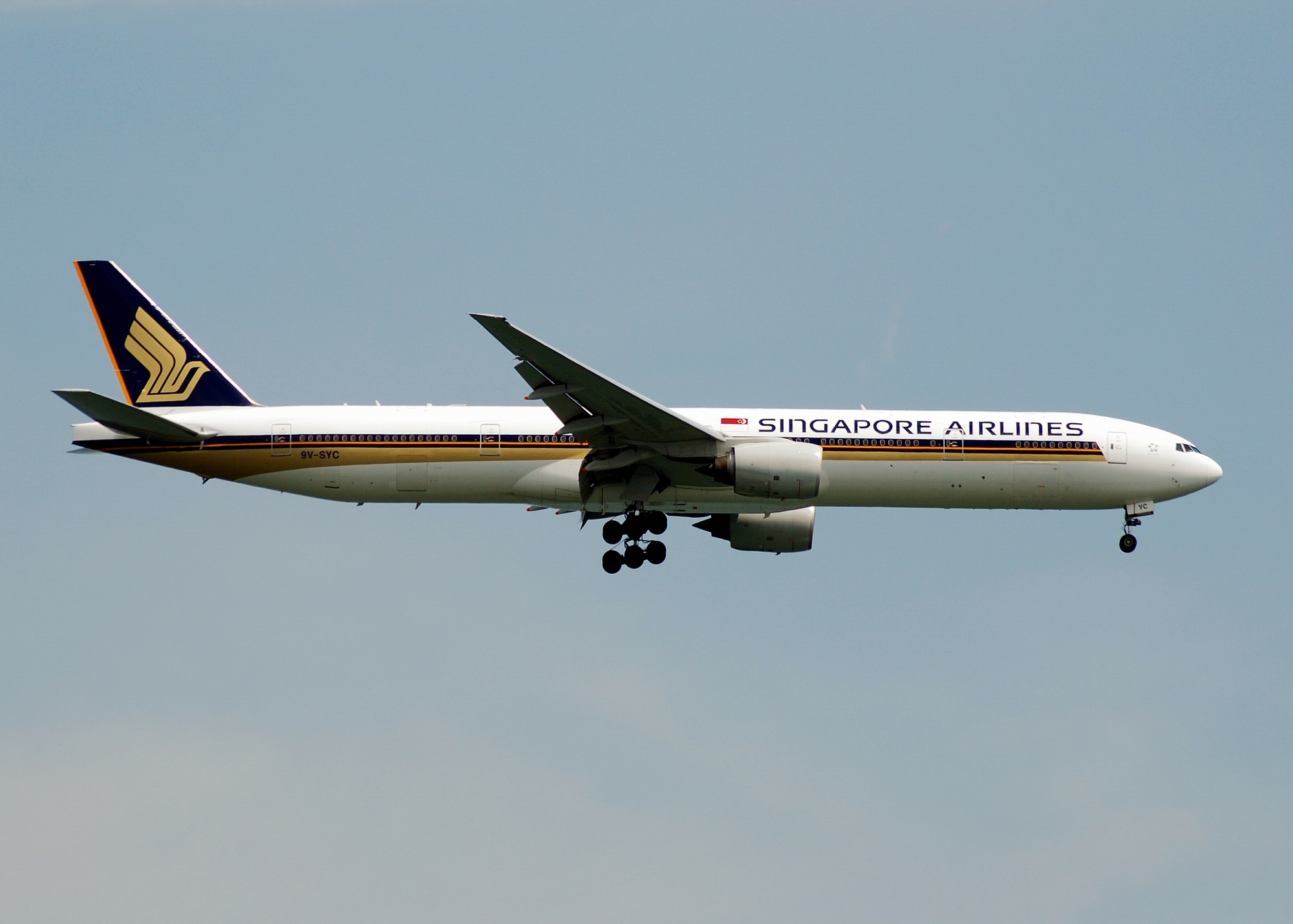
싱가포르항공의 보잉 777-300
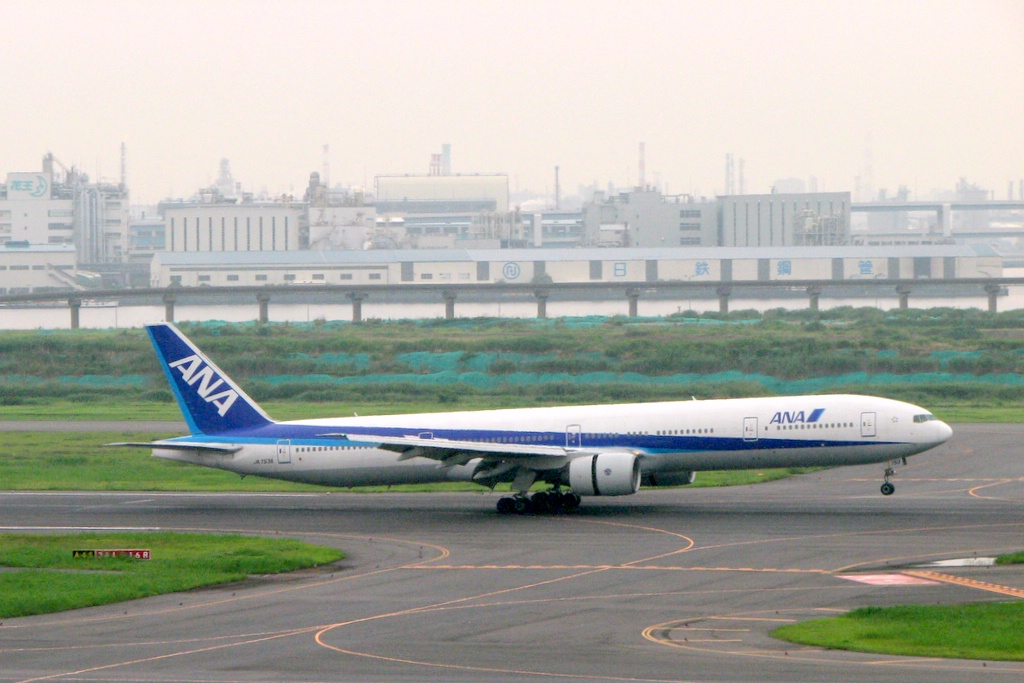
전일본공수의 보잉 777-300
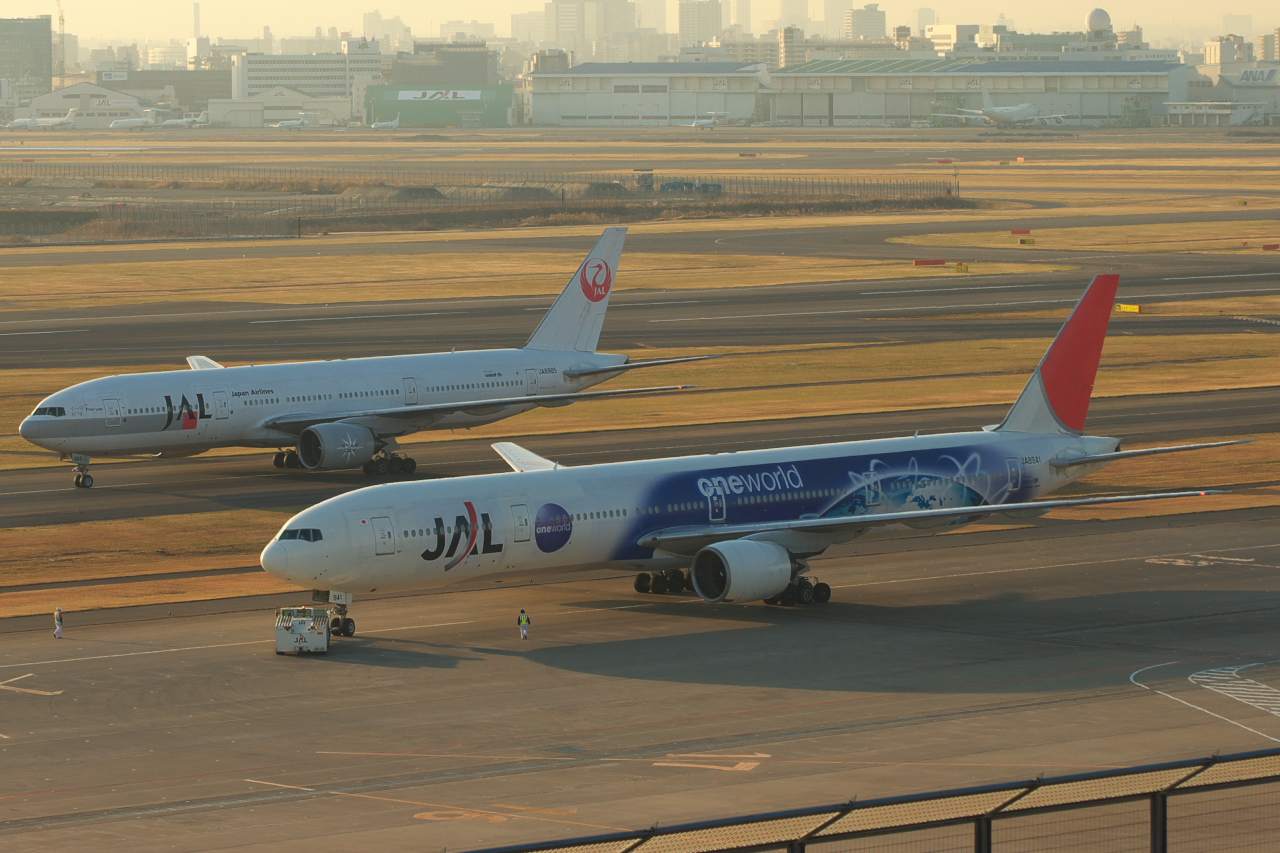
일본항공의 보잉 777-300
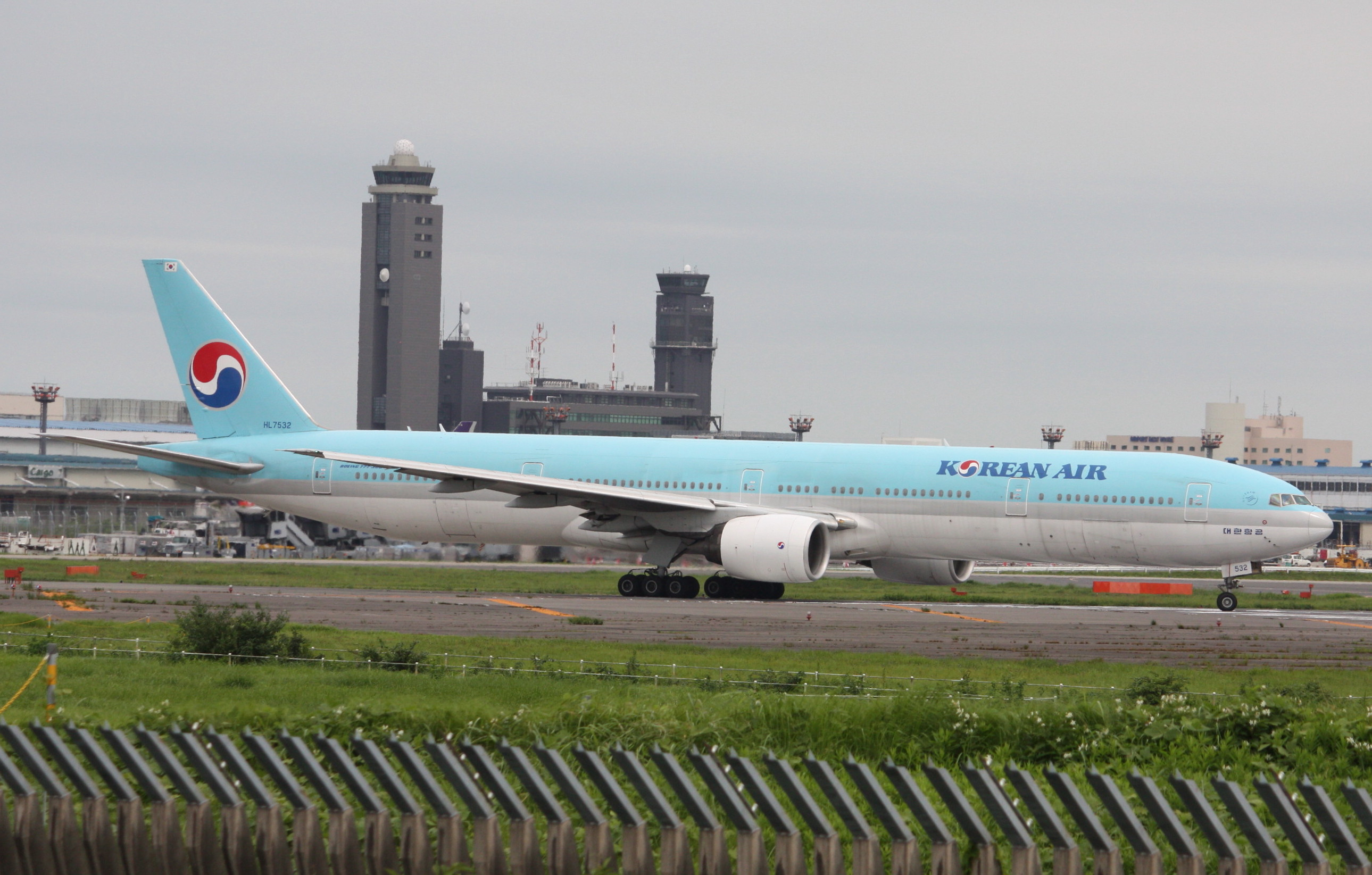
대한항공의 보잉 777-300
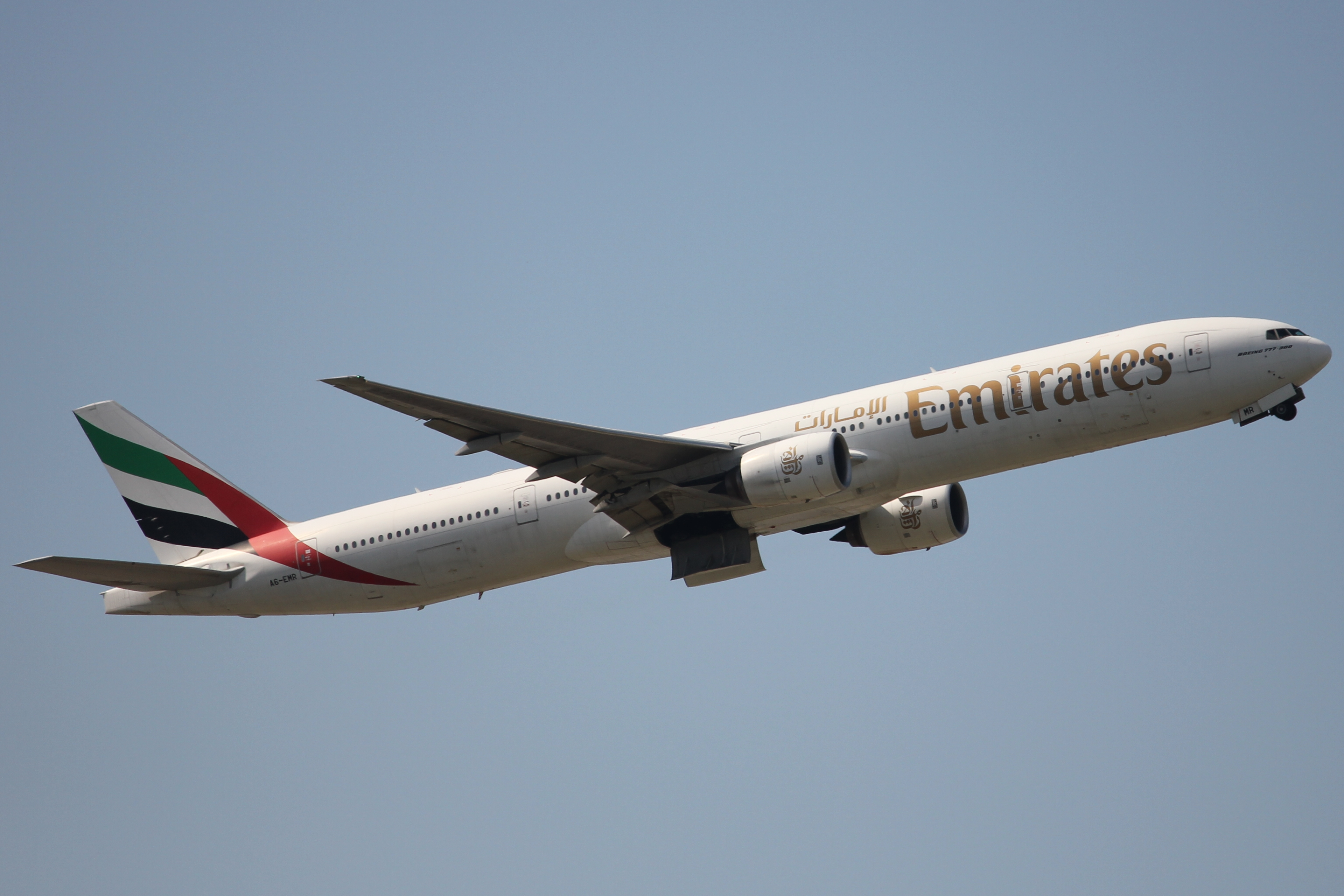
에미레이트 항공의 보잉 777-300 (현재 퇴역)
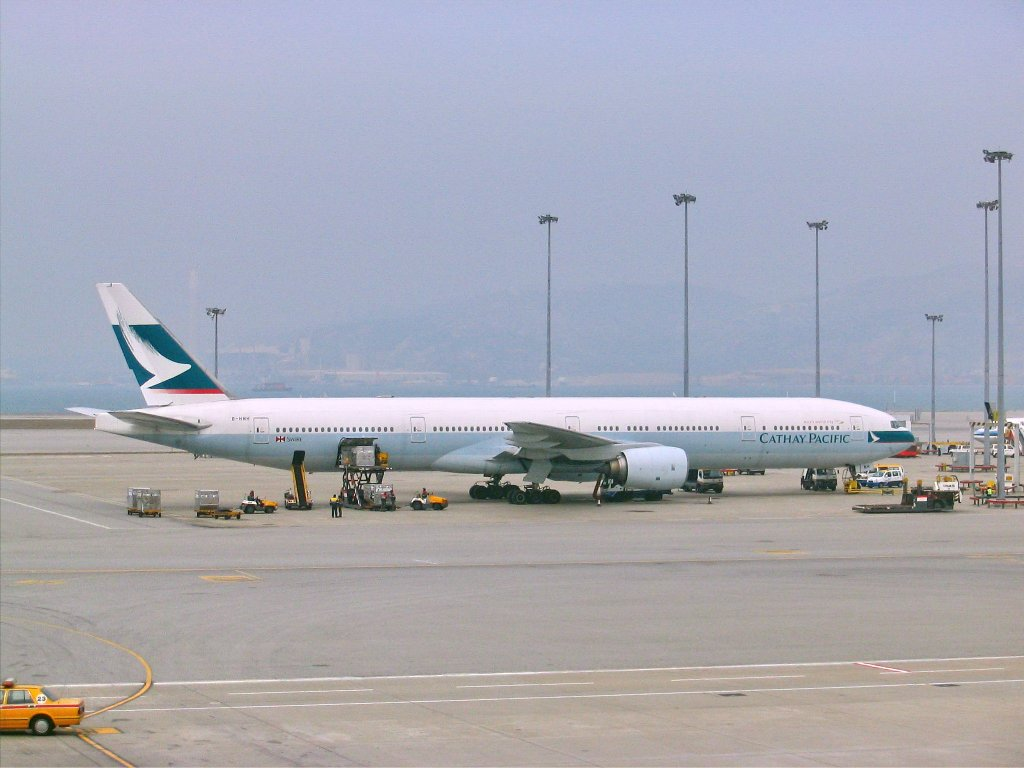
캐세이퍼시픽 항공의 보잉 777-300

### 보잉 777-300ER
기존 보잉 777-300을 기반으로 최대이륙중량을 증가시킨 모델로, 2003년부터 현재까지 생산되고 있는 모델이다. 에어버스 A380과 보잉 747, 에어버스 A340-600 항공기 다음으로 전세계에서 4번째로 큰 여객기이다. 이 기종은 에어버스 A340-600과 에어버스 A350-1000에 대응하는 좌석 수와 항속거리를 가지고 있는 기종이며, 보잉 747-400을 대체할 수 있을 정도의 페이로드와 항속거리가 있어서 실제로 노후화된 보잉 747의 구형 모델들이 유지비 절감을 이유로 보잉 777-300ER로 대체되고 있는 추세다. 777-300ER은 2003년 2월 24일에 첫 비행을 시작하여 2004년 4월 29일 에어 프랑스에 최초로 인도되었으며, 이후 에미레이트 항공, 아메리칸 항공, 아에로플로트, 스위스 국제항공, 중화항공 등이 도입해 운용 중이다. 대한민국에서는 대한항공만 300ER을 운용 중이다.
일본 정부도 기존 전용기인 보잉 747-400을 퇴역시키고 777-300ER로 전용기를 교체했다.
다른 파생형들과 달리, 200LR과 더불어 GE 에어로스페이스의 GE90 엔진만 적용된다.

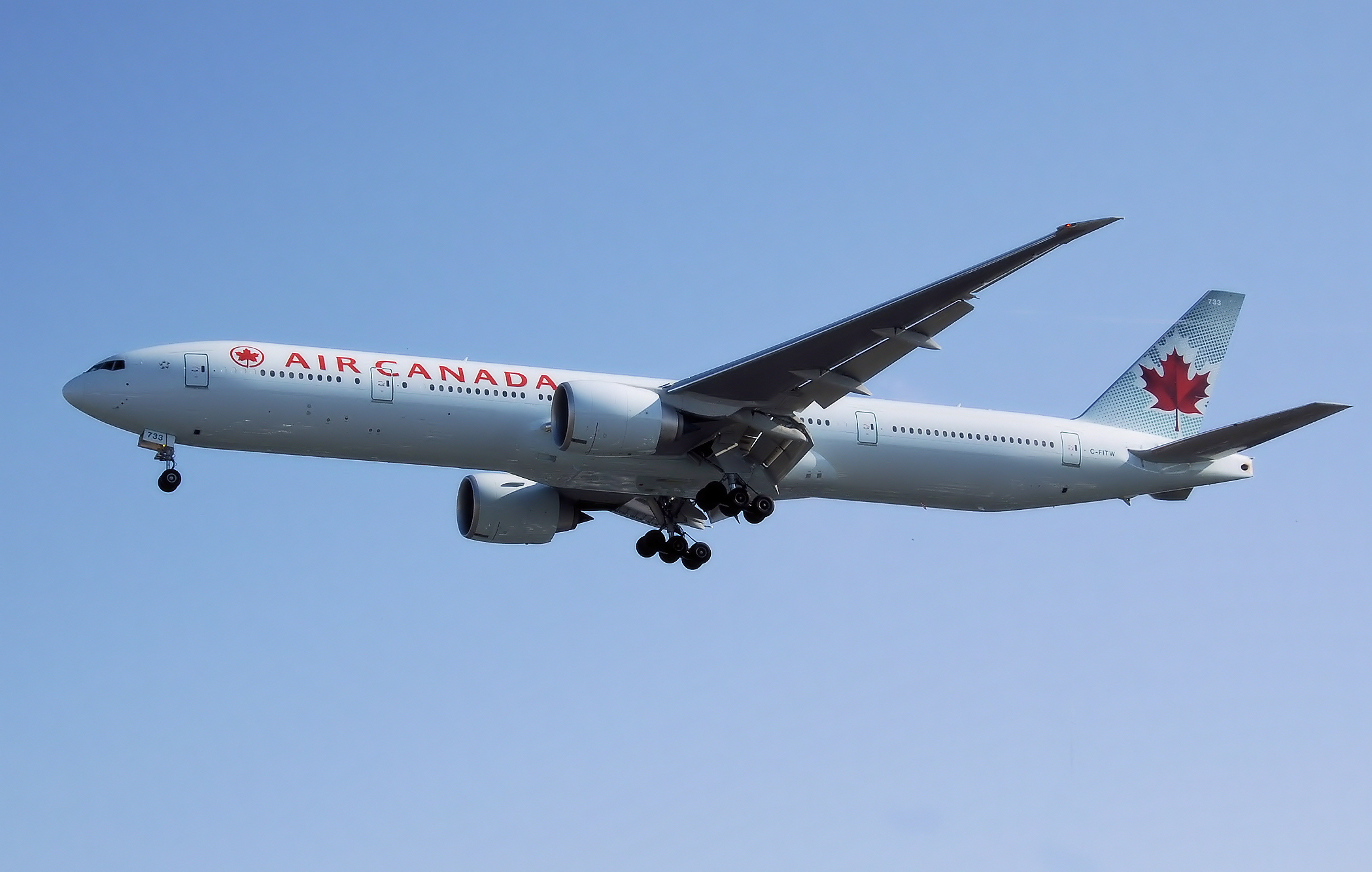
에어캐나다의 보잉 777-300ER
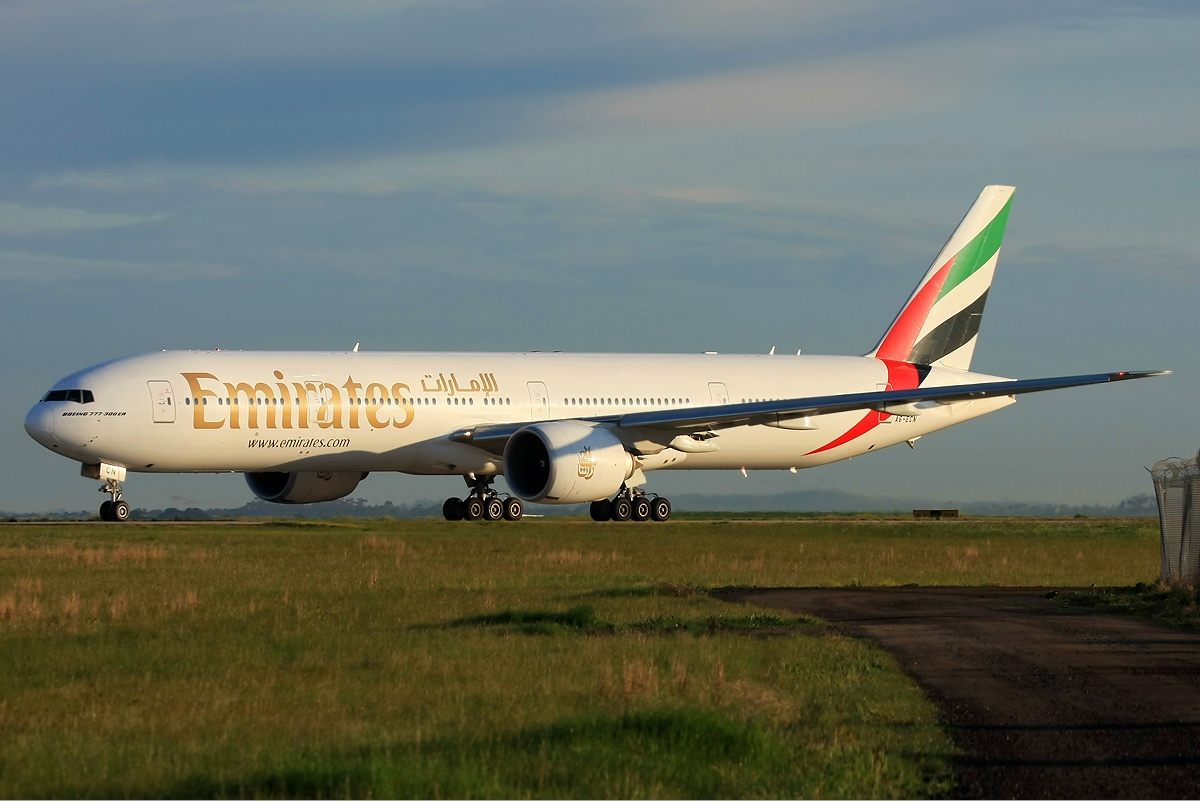
에미레이트 항공의 보잉 777-300ER
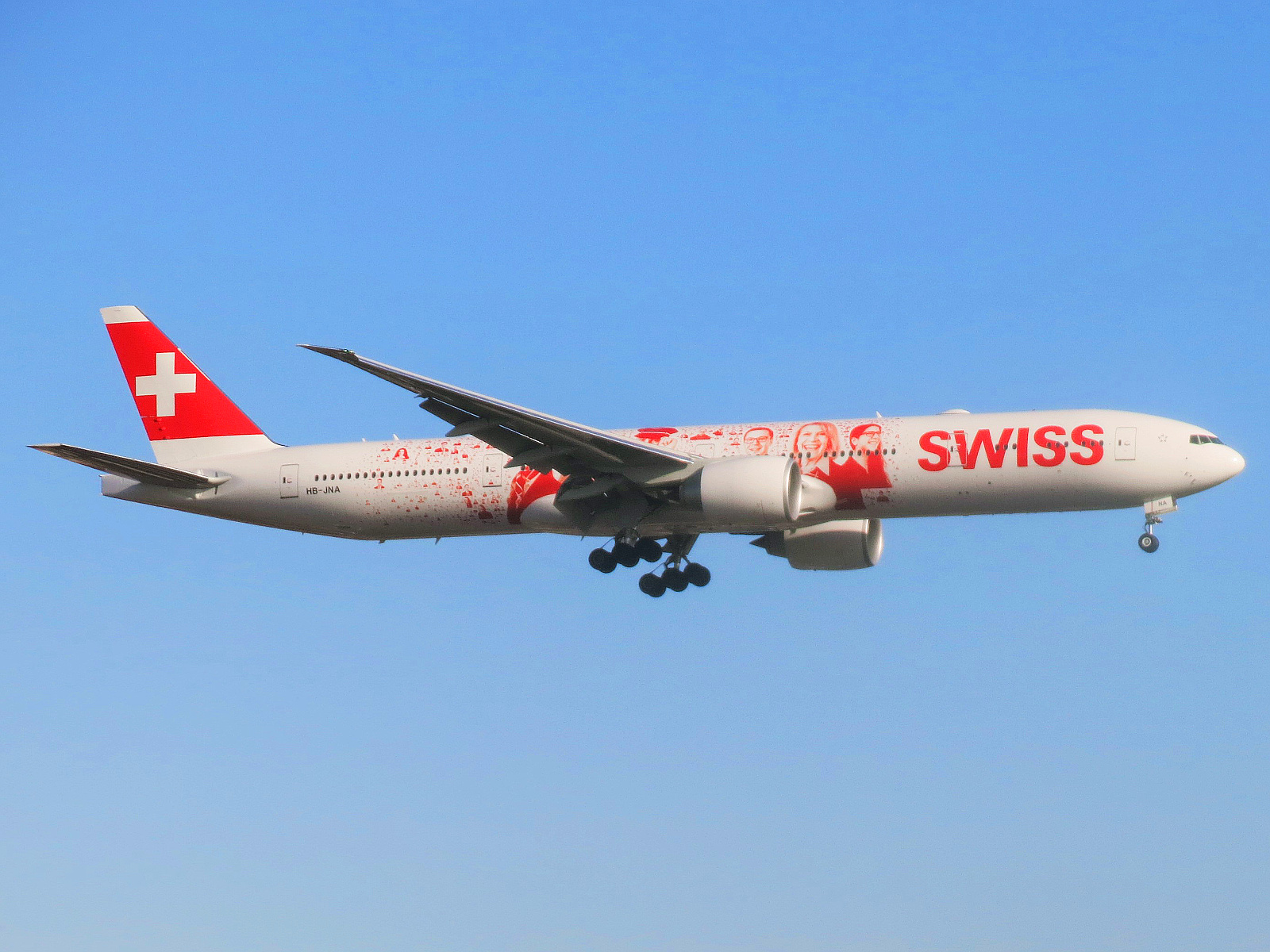
스위스 국제항공의 보잉 777-300ER
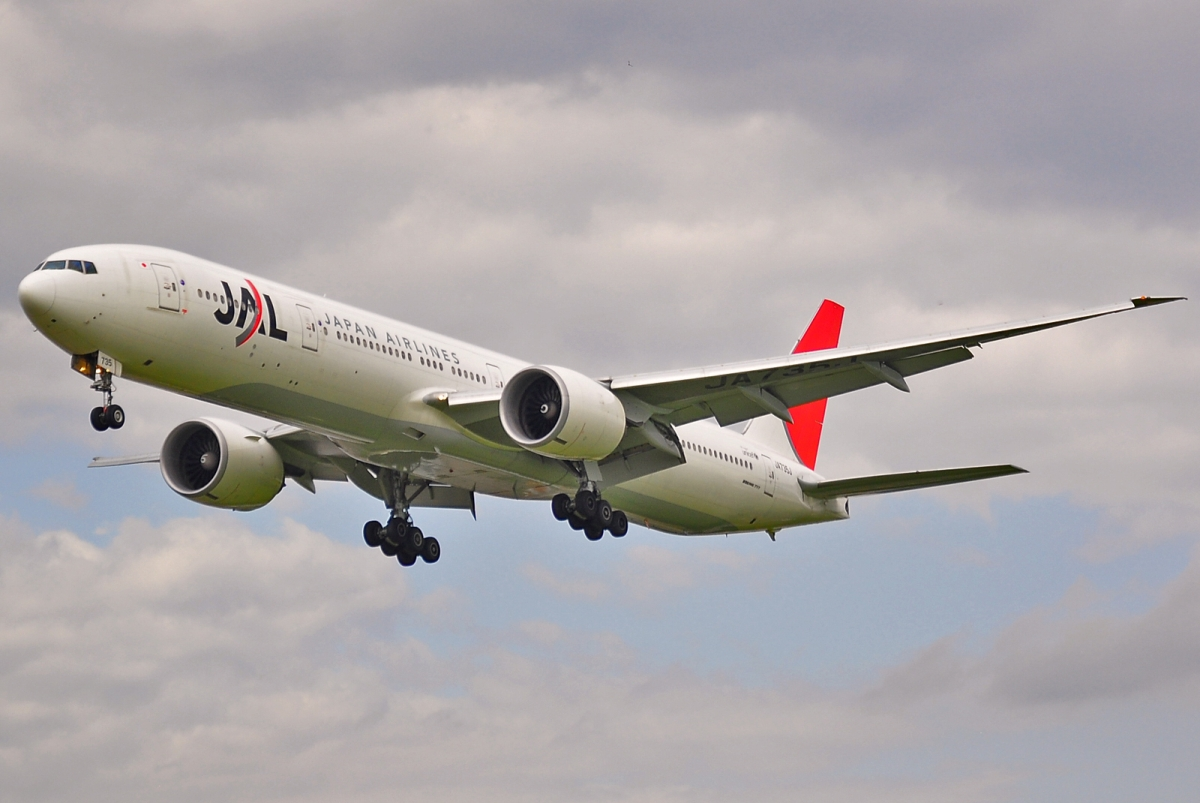
일본항공의 보잉 777-300ER
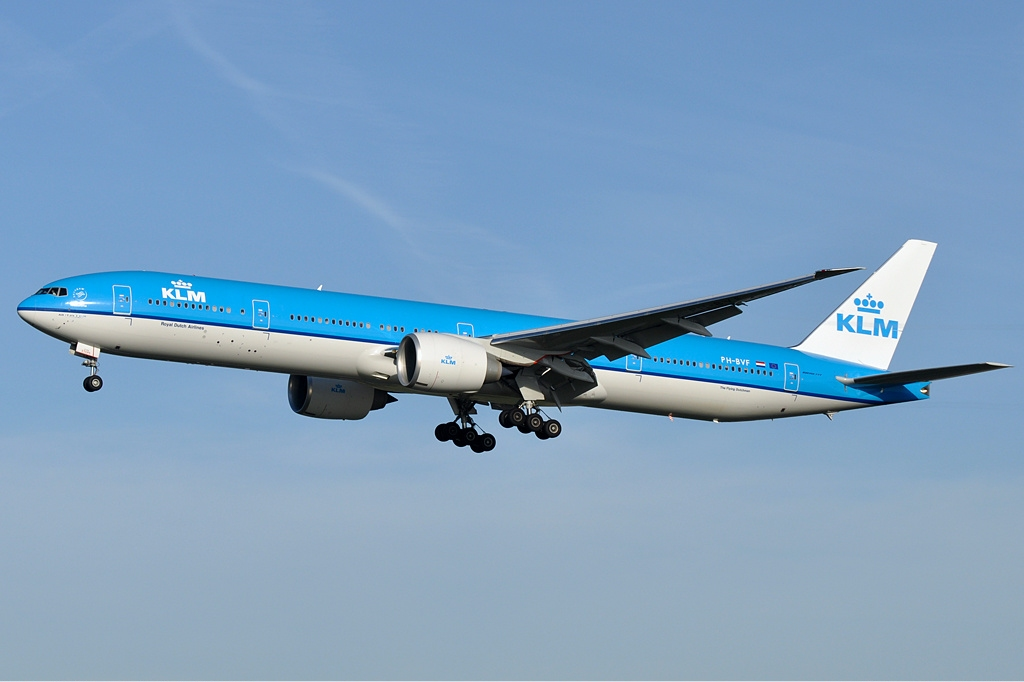
KLM의 보잉 777-300ER
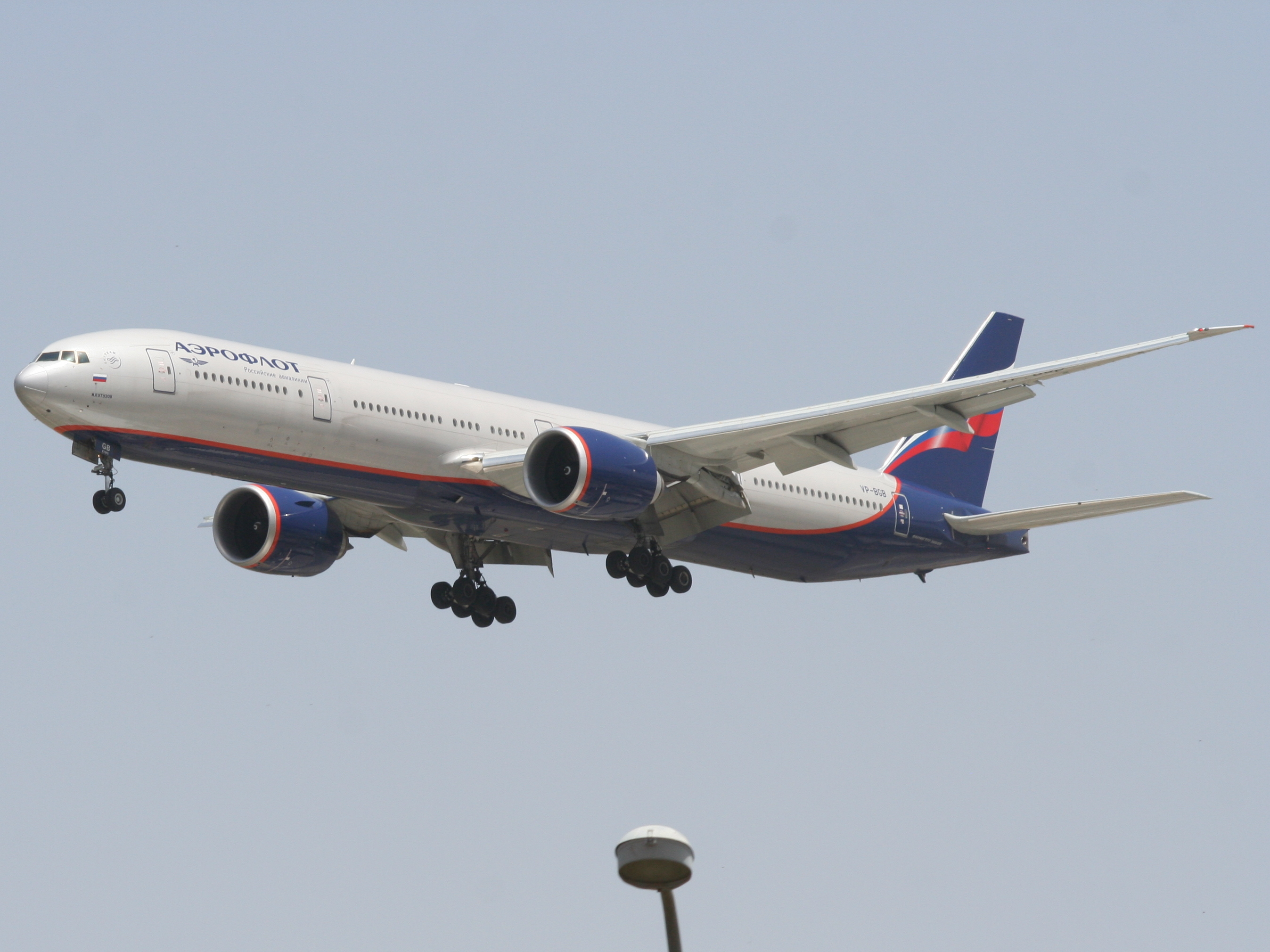
아에로플로트의 보잉 777-300ER

### 보잉 777F
777-200LR을 기반으로 만든 화물기 기종으로, GE90 엔진과 777-300ER의 연료 탱크 및 착륙 장치를 조합했다. 기존의 운영중인 보잉 747-200F와 맥도넬더글러스 MD-11F를 대체하기 위해 제작되었으며 현존하는 보잉의 화물기 중 둘째로 많은 수용력과 가장 긴 항속거리를 가지고 있다. 현재 대한항공 카고, 페덱스 익스프레스와 에어프랑스 카고, 카타르 카고 등에서 도입해 운영하고 있으며, 대한항공 카고가 현재 12대를 운영중이다.

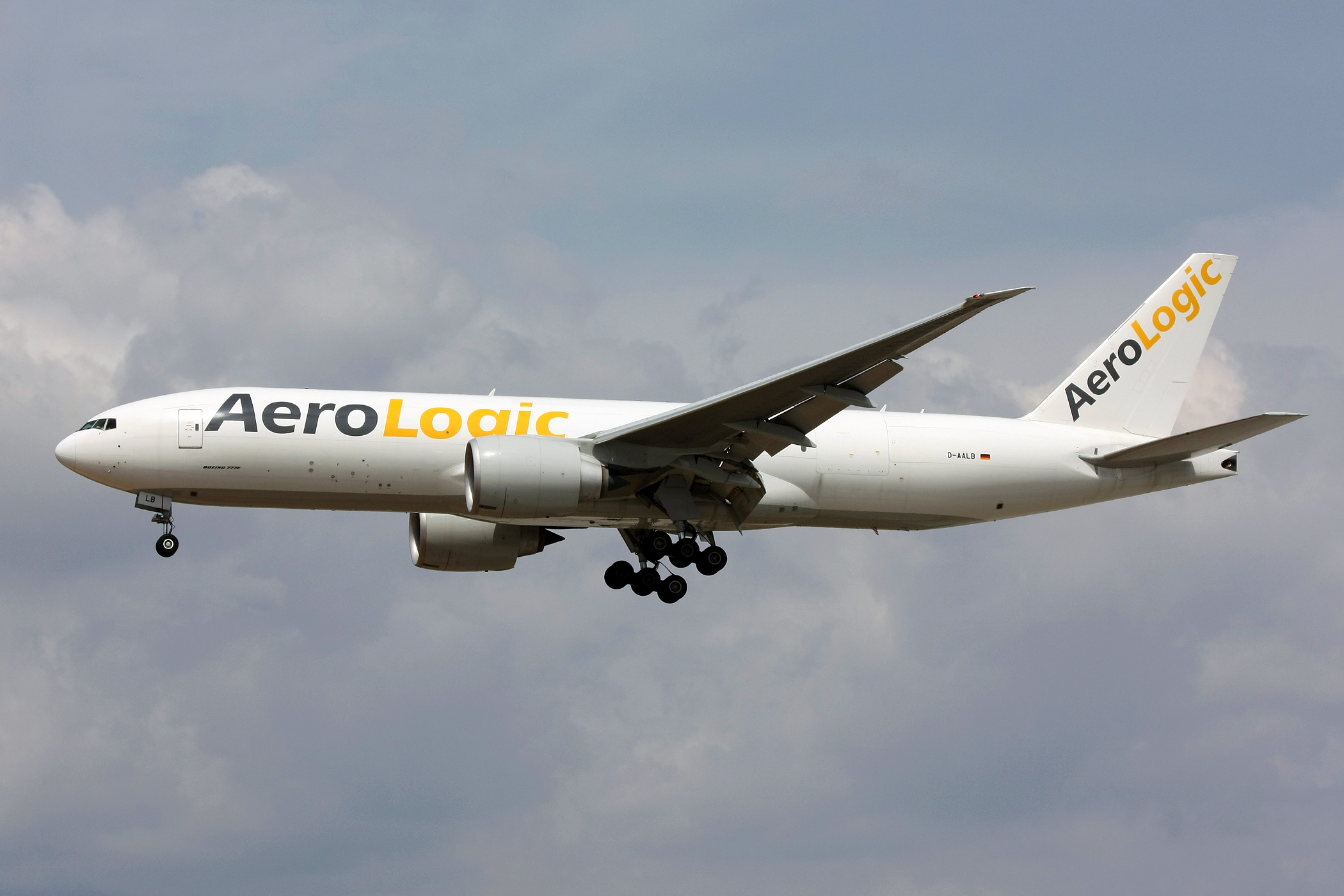
에어로로직의 보잉 777F
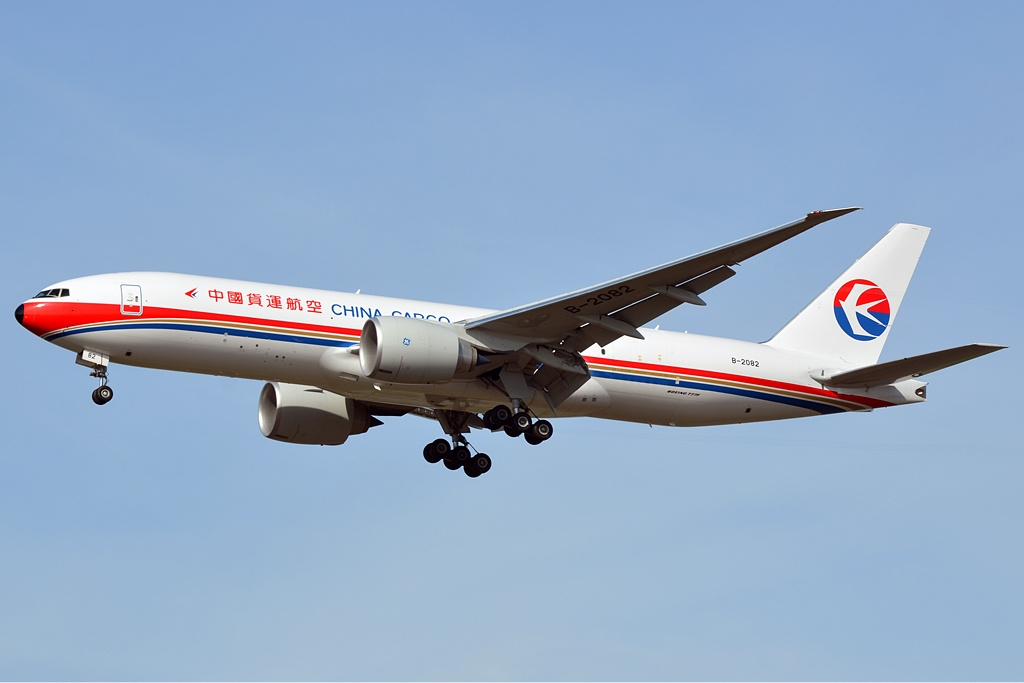
중국화물항공의 보잉 777F
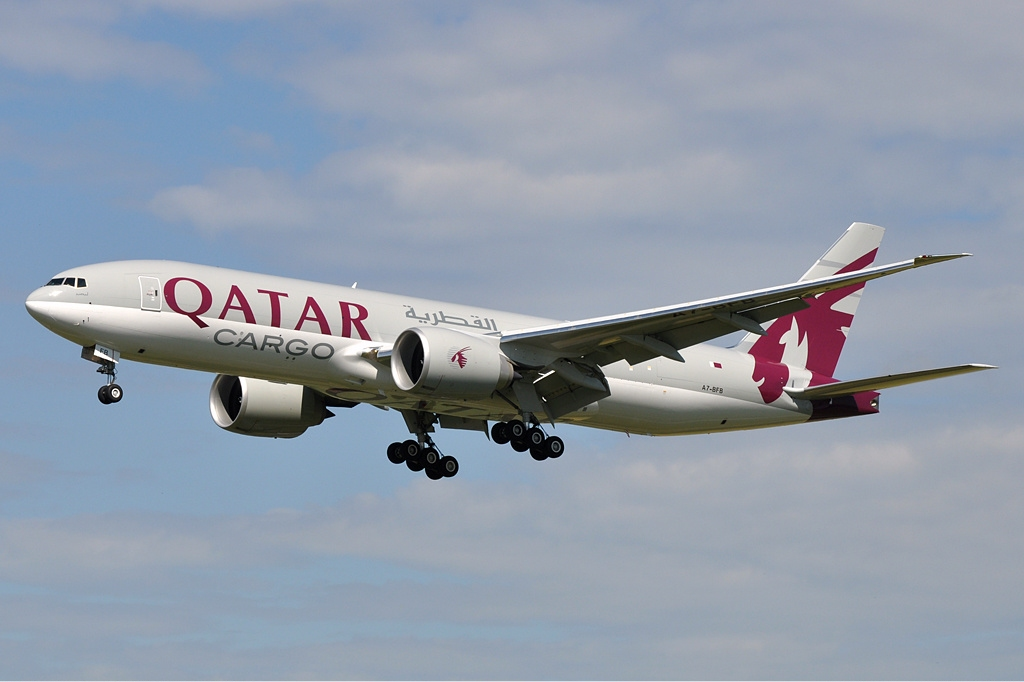
카타르 항공 카고의 보잉 777F
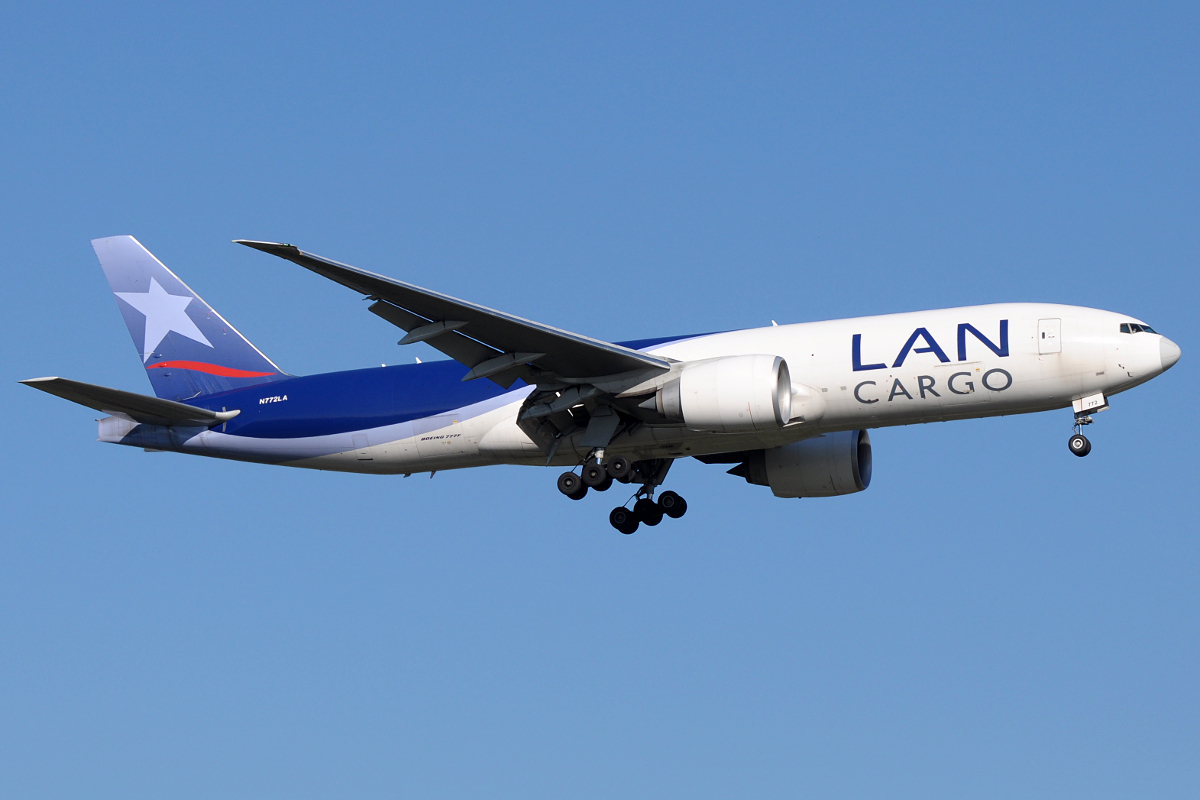
란 카고의 보잉 777F
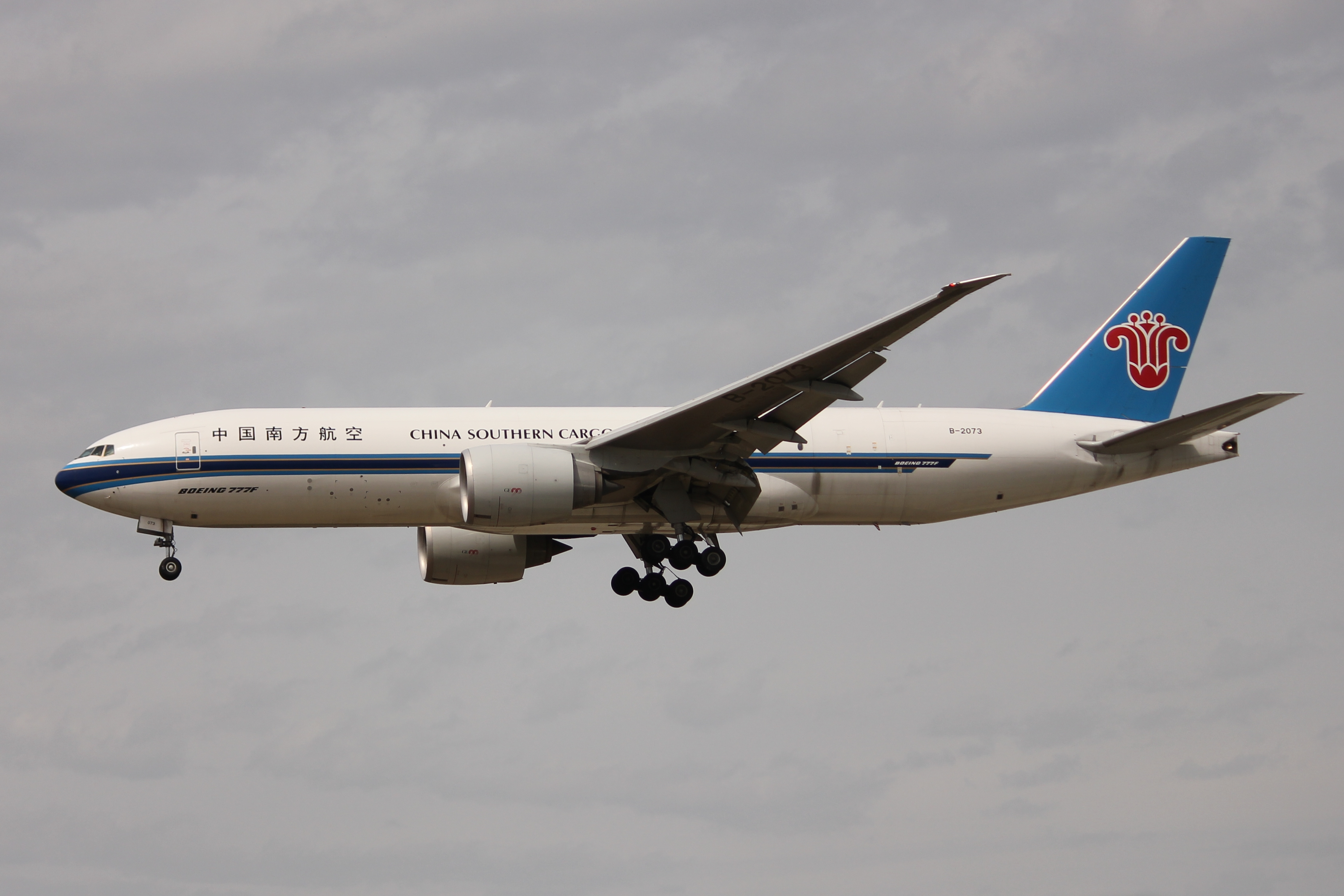
중국남방항공 카고의 보잉 777F
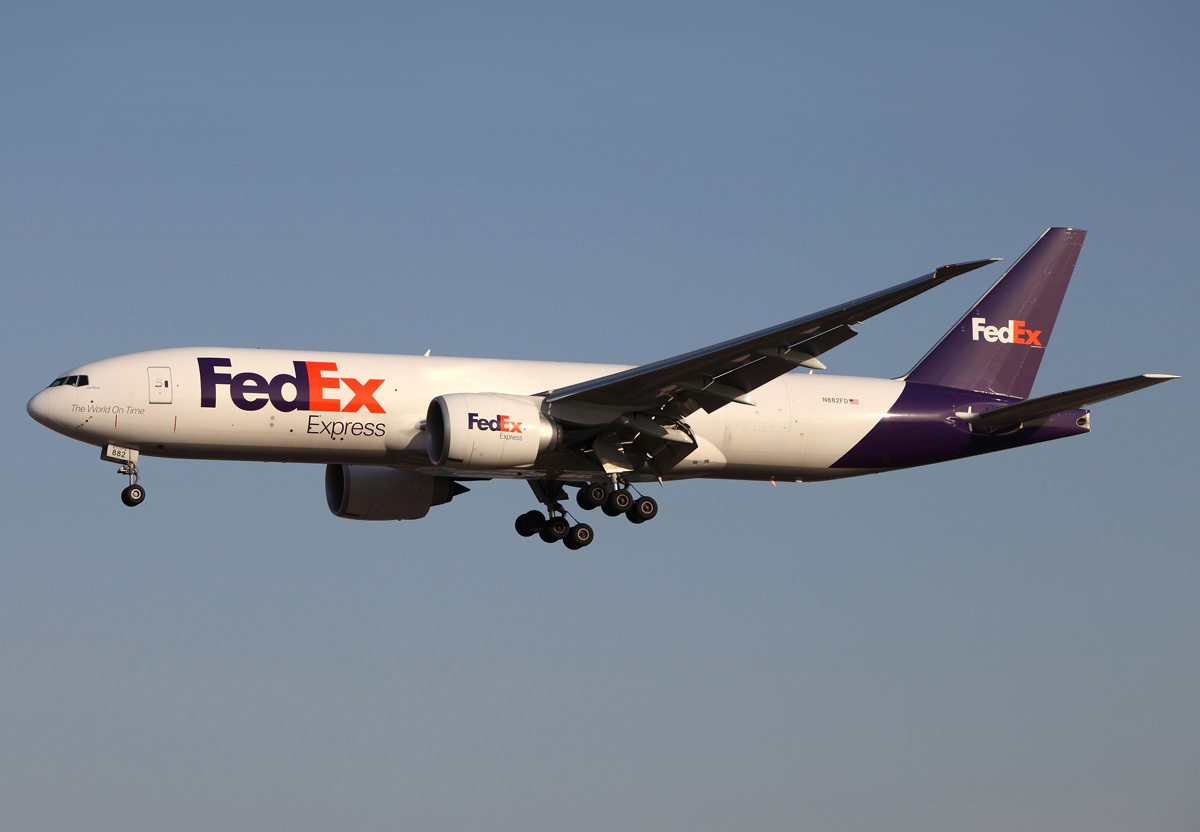
페덱스 익스프레스의 보잉 777F

## 보유 항공사
| - KLM - LATAM 브라질 - TAAG 앙골라 항공 - VIM 항공 - 가루다 인도네시아 항공 - 노드윈드 항공 - 녹스쿠트 - 대한항공 - 로시야 항공 | - 미들 이스트 제트 - 베트남 항공 - 비맘 방글라데시 항공 - 사우디아 항공 - 세이바 인터콘티넨탈 항공 - 스위스 국제항공 - 싱가포르 항공 - 아메리칸 항공 - 아시아나항공(200ER 한정) | - 아에로멕시코 - 아에로플로트 - 알리탈리아 항공 - 에미레이트 항공 - 에바 항공 - 에어 뉴질랜드 - 에어 인디아 - 에어 캐나다 - 에어프랑스 - 에티오피아 항공 | - 에티하드 항공 - 엘알 이스라엘 항공 - 영국항공 - 오스트리아 항공 - 옴니 에어 인터내셔널 - 유나이티드 항공 - 유로 애틀랜틱 항공 - 이라크 항공 - 이란 항공 - (15대 주문) - 이집트 항공 | - 일본항공 - 전일본공수 - 제트 에어웨이즈 - 중국국제항공 - 중국남방항공 - 중화항공 - 진에어 - 쿠웨이트 항공 - 타이 항공 - 터키항공 | - 투르크메니스탄 항공 - 파키스탄 국제항공 - 필리핀 항공 |  |

| - LATAM 칠레 카고 - TNT 항공 - 대한항공 카고 - 루프트한자 카고 - 사우디아 항공 카고 - 서던 에어 - 에미레이트 스카이카고 - 에바항공 카고 - 에어로로직 - 에어프랑스 카고 | - 에티하드 크리스탈 카고 - 중국국제항공 카고 - 중국남방항공 카고 - 중국화물항공 - 카타르 항공 카고 - 페덱스 익스프레스 |  |

| - 아부다비 아미리 플라이트 - 일본 항공자위대 - 사우디 로얄 플라이트 - 투르크메니스탄 정부 |

## 이전 보유 항공사
| - 걸프 에어 - 라우다 항공 - 로얄 브루나이 항공 - 말레이시아 항공 - 바리그 항공 - 에어 마다가스카르 | - 에어 알제리 - 에어 오스트랄 - 오렌에어 - 재팬 에어 시스템 - 케냐 항공 - 콘티넨털 항공 | - 트랜스아에로 항공 - 피지 항공 | - 델타항공 |

| - 타이항공 카고 |

## 특징

보잉 737은 보잉의 여객기 기종 중에서 가장 작은 체급이다. 보잉 787-8 (검정), 보잉 777-300 (핑크), 보잉 767-300 (하늘색), 보잉737-800 (녹색)

- 프랑스의 닷소 사에서 개발한 항공기 설계 소프트웨어인 CATIA를 활용함으로써 불량률을 크게 줄였으며 이와 관련하여 소요되는 비용을 대폭 절감할 수 있었다.
- 항공기 제작사가 항공기를 개발한 다음 항공 회사에 판매하던 관례와 달리, 설계 이전 단계부터 고객인 영국항공 등 항공사의 의견을 폭넓게 청취하여 설계되었다.
- 보잉 사 최초로 조종 계통에 플라이 바이 와이어(영어: fly-by-wire)를 도입하여 신뢰성을 증대시켰다.
- 설계 과정에서 미국의 여객기 조종사들의 의견이 반영되어, 에어버스의 플라이 바이 와이어 적용 기종들이 조종장치로서 한 손으로 쉽게 움직일 수 있는 조이스틱(영어: joystick)을 채택한 것과 달리 이전의 항공기에서 볼 수 있는 전통적인 요크(영어: yoke)가 채용되어 있다.
- 비용 절감을 위해 보잉 777의 기수 부분 섹션은 보잉 767과 동일한 것을 사용하고 있다.
- 연료를 최대한 적게 소모하도록 설계, 4발엔진을 사용하는 에어버스 A340에 대해 쌍발엔진을 채택함으로써 에어버스 A340의 시리즈와 경쟁에서 승리 했으며 장거리 비행형인 보잉 777-200LR은 (동향으로) 시드니 ~ 런던을 무급유/착륙 비행해 이전에 에어버스의 에어버스 A340-500(보잉 777의 경쟁 기종)이 가지고 있던 기록을 깨고 여객기 중에서는 가장 먼 거리를 비행한 기록을 가지고 있다.
- 현재 엔진이 2개 뿐인 쌍발 제트 여객기로서는 세계에서 가장 큰 여객기로, 이전의 DC-10이나 MD-11보다도 큰 규모를 자랑한다.
- 보잉 777의 일부 부품을 대한항공이 생산하고 있다.

## 사건 및 사고
- 2013년 7월 2일, 시카고 오헤어 국제공항에서 인천국제공항으로 향하던 대한항공 소속 보잉 777-300ER이 엔진 기어박스 불량으로 러시아 극동 추코트카 공항에 비상 착륙하였다. 국토교통부는 엔진고장 원인을 제작 결함으로 추정된다고 밝혔다. 중국과 러시아에서도 동일한 고장이 발생하여 지난 5월 문제 부품에 대한 전 세계적인 교체가 이루어졌다.
- 2013년 7월 7일, 인천국제공항에서 샌프란시스코 국제공항으로 향하던 아시아나항공 소속 보잉 777-200ER(편명 : OZ214) 항공기가 착륙 도중 하강각을 너무 높게 잡은 탓에 활주로 진입이 불가능하다고 판단한 기장이 회항하기 위해 엔진 출력을 높이고 상승하려고 하였으나, 꼬리날개가 방파제에 충돌해 중국인 3명이 사망하고, 182명이 부상당했다.
- 2013년 7월 7일, 일본 도쿄 하네다 국제공항을 출발해 샌프란시스코 국제공항으로 향하던 일본항공 보잉 777-200ER 항공기가 태평양 상공에서 유압 장치 문제로 회항하였다.
- 2013년 7월 23일, 일본 나리타 국제공항을 출발해 미국 시카고 오헤어 국제공항으로 향하던 유나이티드 항공 소속 UA882편이 엔진 이상으로 회항하였다.
- 2014년 3월 8일, 말레이시아 쿠알라룸푸르 국제공항을 출발해 중국 베이징 수도 국제공항을 향하던 말레이시아 항공 소속 보잉 777-200ER(MH370)이 실종된 사건이 발생했고, 인도양 남부에 추락한 사실이 드러났다.
- 2014년 7월 17일, 네덜란드 암스테르담 스히폴 국제공항을 출발해 말레이시아 쿠알라룸푸르 국제공항으로 향하던 말레이시아 항공 소속 보잉 777-200ER(MH17)이 우크라이나 도네츠크 상공에서 피격당해 탑승객이 모두 사망했다.
- 2015년 9월 8일, 영국항공 2276편 보잉 777-200ER 항공기가 라스베이거스 매캐런 국제공항에 착륙하다가 화재가 발생하여 14명이 부상을 당했다.[5][6][7]
- 2021년 2월 20일, 덴버 국제공항을 이륙해 대니얼 K. 이노우에 국제공항으로 가던 유나이티드 항공의 보잉 777-200기의 한쪽 엔진이 폭발하면서 주택가에 파편이 떨어졌으나, 부상자는 없었으며, 이번 사고로 일본항공, 전일본공수, 유나이티드 항공의 보잉 777-200기의 운항을 중단시켰다.

## 같이 보기
- 보잉 커스터머 코드